# 2. Mai
Der 2. Mai ist der 122. Tag des gregorianischen Kalenders (der 123. in Schaltjahren), somit bleiben 243 Tage bis zum Jahresende.

## Ereignisse

### Politik und Weltgeschehen
- 1335: Der Habsburger Otto der Fröhliche erhält von Kaiser Ludwig dem Bayern Kärnten und den südlichen Teil Tirols zu Lehen.
- 1368: Im Zweiten Waldemarkrieg erobert eine Flotte der Hanse mit 2000 Kriegern Kopenhagen und zerstört die Stadt.

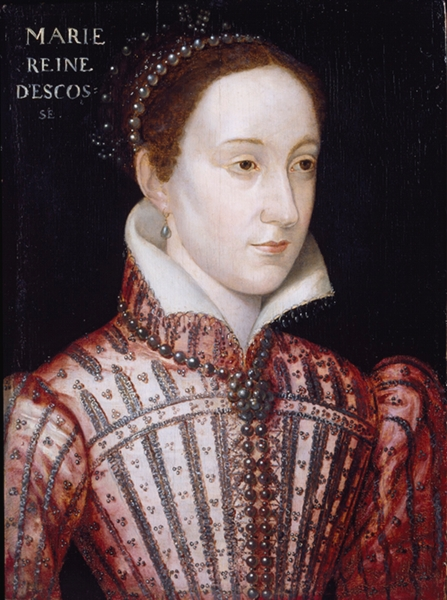
1568: Maria Stuart

- 1568: Maria Stuart, die im Jahr zuvor unter Druck als Königin von Schottland abgedankt hat, gelingt die Flucht aus ihrer Gefangenschaft in Loch Leven Castle.
- 1598: Nachdem der französische König Heinrich IV. zum Katholizismus konvertiert ist, schließen Frankreich und Spanien den Frieden von Vervins und beenden damit die Beteiligung Philipps II. am Achten Hugenottenkrieg.
- 1668: Mit dem Ersten Aachener Frieden endet der Devolutionskrieg zwischen Frankreich und Spanien. Spanien muss einen Teil der Spanischen Niederlande an Ludwig XIV. abtreten, dieser zieht sich jedoch aus dem größten Teil der eroberten Gebiete zurück.

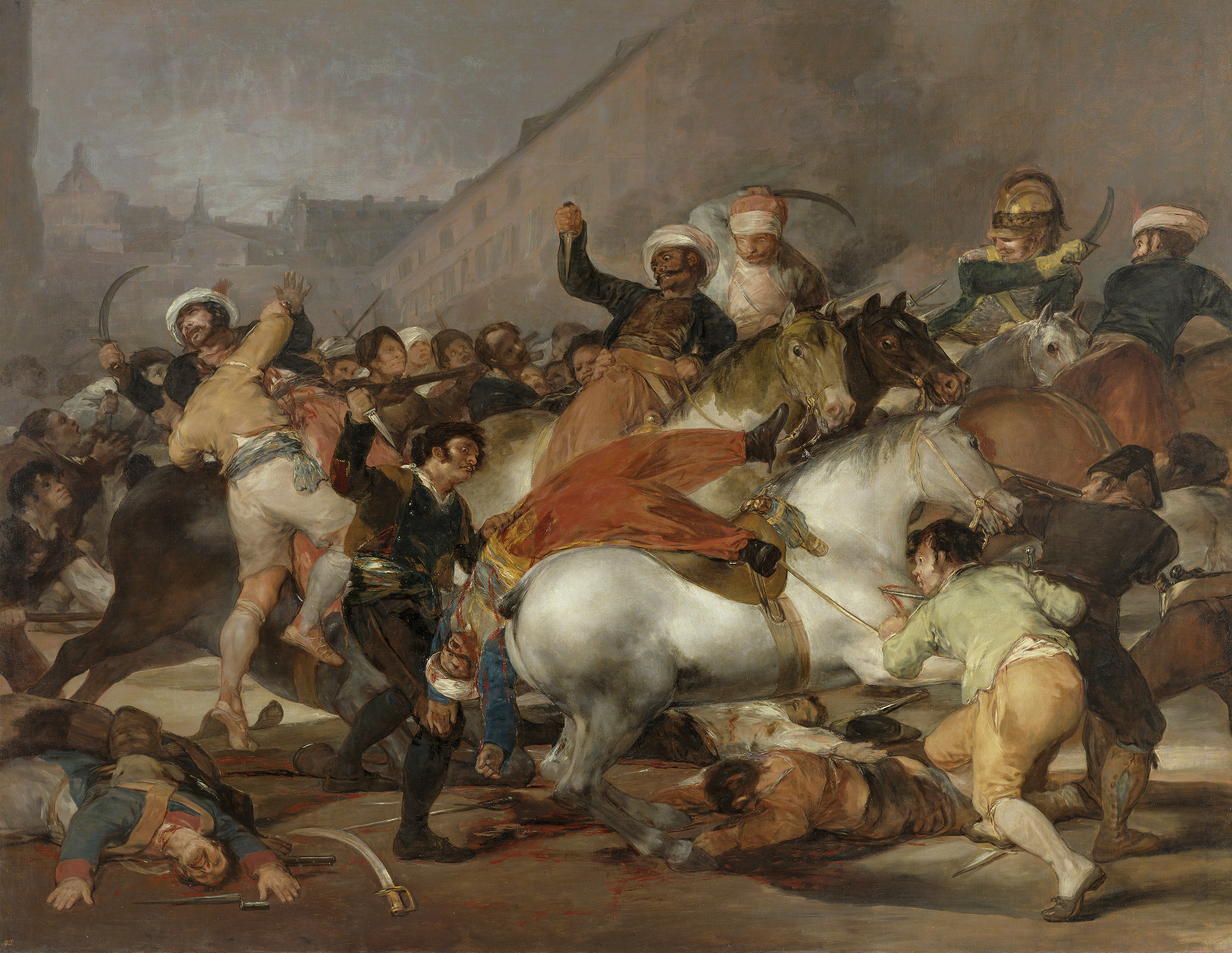
1808: Francisco de Goya: Der Zweite Mai (El Dos de Mayo)

- 1808: Während der Napoleonischen Kriege auf der Iberischen Halbinsel erheben sich die Bürger von Madrid gegen die französische Besatzungsmacht. Obwohl der Aufstand noch am selben Tag blutig niedergeschlagen wird, ist er der Auslöser für weitere Erhebungen im ganzen Land.

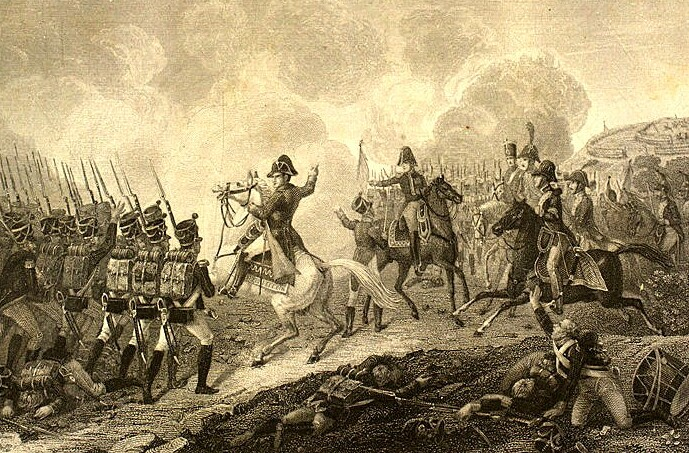
1813: Schlacht bei Großgörschen

- 1813: Bei Großgörschen kommt es zur ersten großen Schlacht der Befreiungskriege: Der französische Kaiser Napoleon Bonaparte besiegt die von den Generälen Blücher und Wittgenstein befehligten alliierten preußischen und russischen Armeen.
- 1863: Am zweiten Tag der Schlacht bei Chancellorsville im Sezessionskrieg wird „General Robert Edward Lees fähigster Untergebener“, der konföderierte Generalleutnant „Stonewall“ Jackson, durch Eigenbeschuss so schwer verwundet, dass er am 10. Mai seinen Verletzungen erliegt.
- 1866: Im Spanisch-Südamerikanischen Krieg entschließt sich Spanien zur Beschießung der seit dem 14. April 1864 blockierten peruanischen Hafenstadt Callao. Die gut befestigte Stadt wehrt den Angriff jedoch erfolgreich ab.
- 1876: In Bulgarien beginnt der Aprilaufstand – nach dem damals gültigen Julianischen Kalender ist es der 20. April – gegen die osmanische Herrschaft.
- 1879: In Spanien wird die politische Partei Partido Socialista del Trabajo (Sozialistische Arbeitspartei) gegründet, aus der durch Umbenennung im Jahr 1888 die Partido Socialista Obrero Español (Sozialistische Arbeiterpartei Spaniens, PSOE) werden wird.

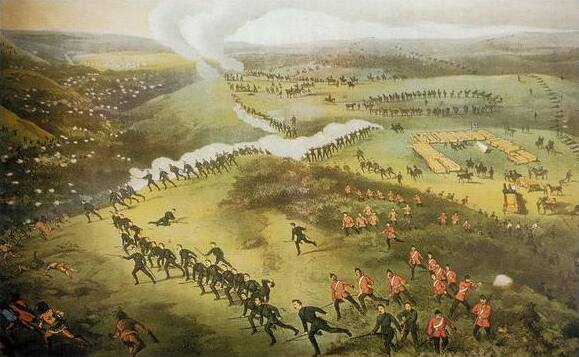
1885: Schlacht am Cut Knife

- 1885: Cree- und Assiniboine-Indianer besiegen kanadische Regierungstruppen während der Nordwest-Rebellion in der Schlacht am Cut Knife. Die völlige Vernichtung der Einheiten unter Colonel William Otter verhindert Häuptling Pitikwahanapiwiyin.

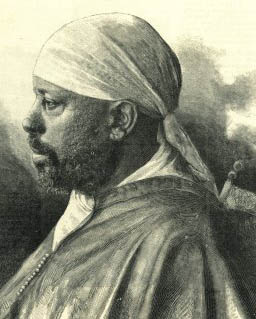
1889: Kaiser Menelik II.

- 1889: Italien und Abessinien schließen den Vertrag von Uccialli. Die unterschiedliche Deutung des Artikels XVII des Vertrages – Italien leitet daraus Protektoratsansprüche ab, während der abessinische Kaiser Menelik II. dies mit Verweis auf die amharische Version des Textes bestreitet – führt 1895 zum Italienisch-Äthiopischen Krieg.
- 1919: In München endet die zweite Revolutionsphase nach dem Ersten Weltkrieg mit der gewaltsamen Niederschlagung der Münchner Räterepublik durch Einheiten der Reichswehr und Freikorps. Bayern wird in der Folge zur rechten „Ordnungszelle“ Deutschlands.
- 1921: Als Folge des Plebiszits vom 20. März, bei dem sich die Mehrheit der Bevölkerung Oberschlesiens für den Verbleib bei Deutschland ausgesprochen hat, beginnt unter der Führung von Graf Mathias von Brudzewo-Mielzynski der dritte oberschlesische Aufstand.

1933: Flagge der Deutschen Arbeitsfront

- 1933: Die Nationalsozialisten verbieten nach der Machtergreifung die deutschen Gewerkschaften. Das Gewerkschaftsvermögen übernimmt die Deutsche Arbeitsfront (DAF).
- 1934: Im nationalsozialistischen Deutschen Reich tritt das Gesetz zur Änderung von Vorschriften des Strafrechts und des Strafverfahrens in Kraft, das unter anderem die Bestimmungen zu Hoch- und Landesverrat verschärft und zur Aburteilung einen „Volksgerichtshof“ schafft.
- 1935: Frankreich und die Sowjetunion unterzeichnen einen Beistandsvertrag, der beiden Ländern Schutz vor einem deutschen Angriff bieten soll.
- 1936: Drei Jahre nach der Zerschlagung der Gewerkschaften legen die Nationalsozialisten symbolisch den Grundstein für das von der Organisation Kraft durch Freude (KdF) zu errichtende Seebad Rügen, Prora. Der eigentliche Baubeginn ist ein halbes Jahr später.

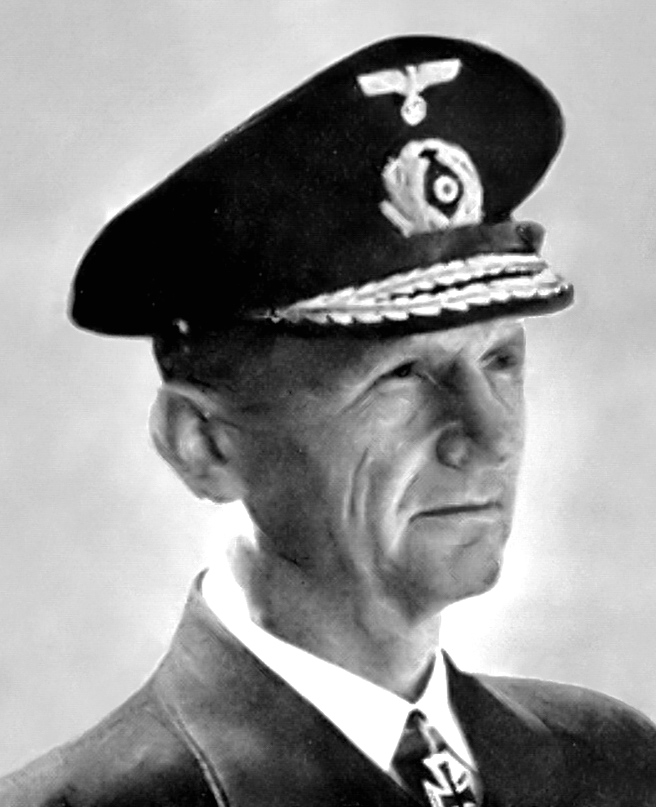
1945: Admiral Karl Dönitz

- 1945: Karl Dönitz fungiert nach dem Tod Adolf Hitlers als Reichspräsident und übernimmt als Chef der Regierung Dönitz Machtbefugnisse. Er beauftragt Johann Ludwig Graf Schwerin von Krosigk, eine geschäftsführende Reichsregierung zu bilden, das Kabinett Schwerin von Krosigk.
- 1945: General Helmuth Weidling unterzeichnet im Zweiten Weltkrieg die Kapitulation Berlins gegenüber der Roten Armee und beendet damit die Schlacht um Berlin.
- 1945: Die am 29. April im Palast von Caserta unterzeichnete Kapitulation der deutschen Truppen in Italien tritt in Kraft.
- 1945: Britische Truppen finden auf ihrem Vormarsch im Zweiten Weltkrieg das in den Vorwochen von der SS evakuierte Konzentrationslager Neuengamme in Hamburg leer vor.
- 1945: Endphaseverbrechen: In Schwerin wird die Lehrerin Marianne Grunthal eine Stunde vor Eintreffen der US-Truppen von Angehörigen der SS erhängt, nachdem sie ihre Erleichterung über den Tod Hitlers zum Ausdruck gebracht hat.
- 1950: Die Vereinigten Stabschefs der USA empfehlen ihrer Regierung in einer Stellungnahme in der Wiederbewaffnungsdiskussion, die Politik der Abrüstung und Entmilitarisierung in Westdeutschland zu beenden. US-Präsident Harry S. Truman verhält sich dazu in der Folge abwartend.

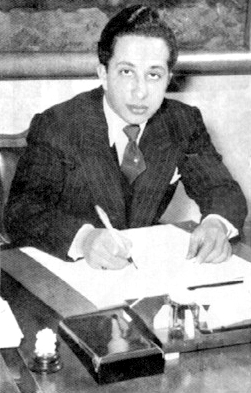
1953: Faisal II.

- 1953: Im Irak erreicht Faisal II. die Volljährigkeit und wird damit formal Alleinherrscher, ist jedoch weiterhin von seinem Onkel Abd ul-Ilah abhängig.
- 1953: In Jordanien besteigt der 17-jährige Hussein I. den Thron, nachdem er bereits am 11. August des Vorjahres wegen einer Nervenkrankheit seines Vaters Talal als König proklamiert worden ist.

1963: Pakistanisch-chinesisches Grenzabkommen über Kaschmir

- 1963: In einem Grenzabkommen mit der Volksrepublik China erkennt Pakistan die chinesische Souveränität über das Shaksgam-Tal und die durch den Indisch-chinesischen Grenzkrieg von 1962 geschaffenen territorialen Besitzverhältnisse in Kaschmir offiziell an.
- 1974: Die Ständigen Vertretungen der Bundesrepublik Deutschland und der Deutschen Demokratischen Republik werden in Bonn und Ost-Berlin eröffnet. Günter Gaus wird erster Leiter der Ständigen Vertretung der Bundesrepublik Deutschland bei der DDR.
- 1980: Extremistische Araber attackieren mit Granaten eine Gruppe von Juden in Hebron, die gerade vom Freitagsgebet heimkehren, dabei sterben sechs von ihnen, 16 weitere werden verletzt.
- 1982: Der argentinische Kreuzer General Belgrano wird von dem britischen Atom-U-Boot Conqueror im Falklandkrieg versenkt und geht mit 323 Seeleuten unter.
- 1989: Ungarn öffnet seine Westgrenze und beginnt den Abriss der Grenzbefestigungen zu Österreich. Damit beginnt der Fall des „Eisernen Vorhangs“.
- 1991: Serbische Freischärler umzingeln im Kroatienkrieg Vukovar. Die Schlacht um die Stadt dauert bis zum 18. November.

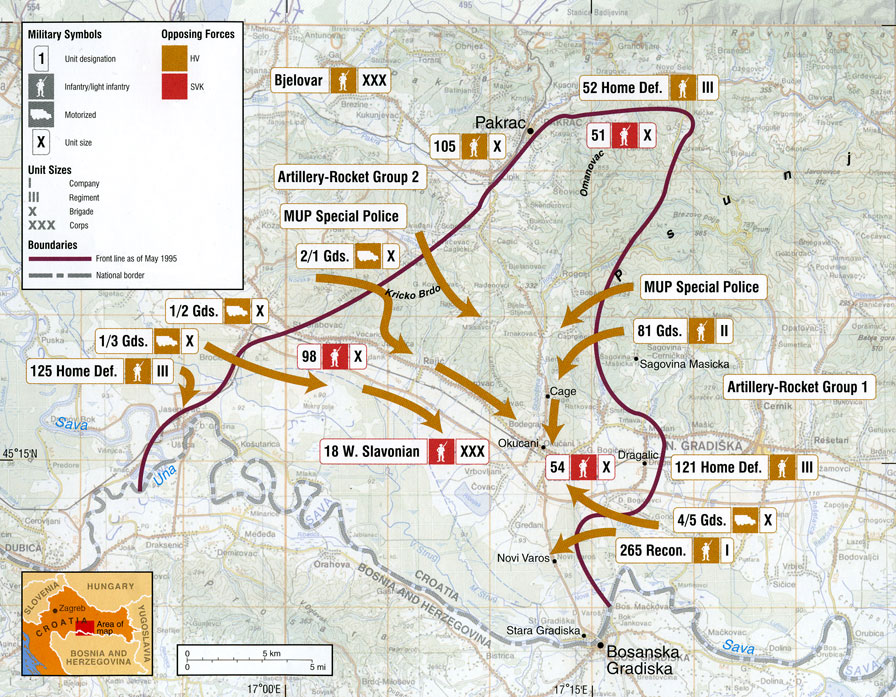
1995: Operation Bljesak

- 1995: Nur 31 Stunden nach Beginn der Operation Bljesak im Kroatienkrieg durch die kroatische Armee ist der Großteil des seit 1992 von serbischen Freischärlern besetzten Westslawonien in kroatischer Hand und die Blitzoperation wird für beendet erklärt.
- 1997: Tony Blair wird nach seinem Wahlsieg am Vortag als Premierminister des Vereinigten Königreichs vereidigt.
- 1999: Bei den Präsidentschaftswahlen in Panama wird Mireya Moscoso von der Partido Arnulfista gegen Martín Torrijos als erste Frau zur Präsidentin des Landes gewählt.
- 2011: Der Terrorist Osama bin Laden wird im Verlauf der Operation Neptune Spear durch Angehörige einer US-Spezialeinheit in Abbottabad, Pakistan, getötet.

### Wirtschaft

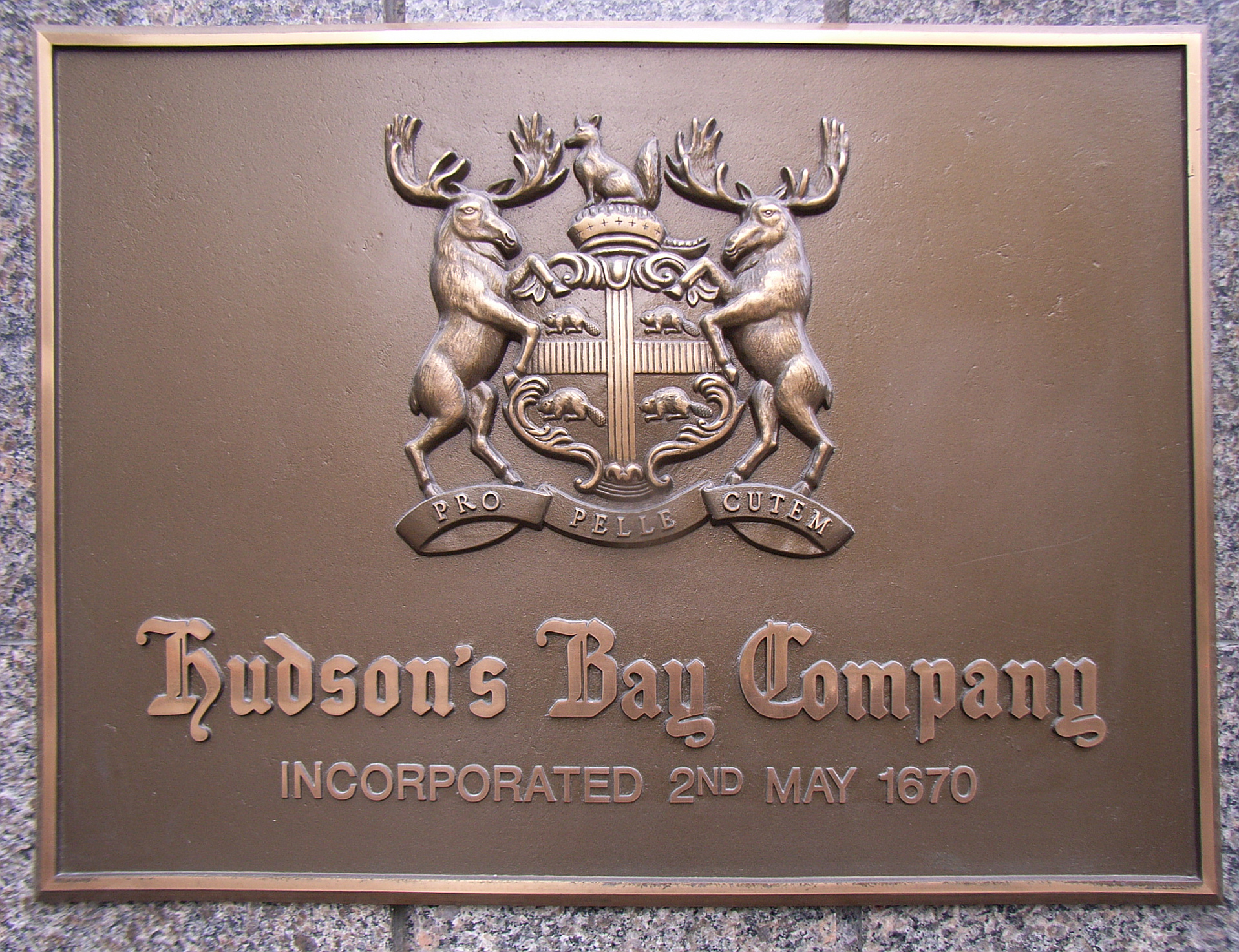
1670: Hudson Bay Company

- 1670: Englands König Karl II. genehmigt der Hudson’s Bay Company in ihrer Gründungsurkunde den Handel mit Indianern an allen in die Hudson Bay mündenden Flüssen. Die Pelzhandelsgesellschaft zählt damit zu den ältesten noch bestehenden Unternehmen der Welt.
- 1807: Da der bisherige Standort des Münchner Stadtmarktes am Schrannenplatz, dem heutigen Marienplatz, als Handelsort für Getreide und andere Agrarerzeugnisse zu klein geworden ist, verfügt König Max I. Joseph, einen Teil des Marktes in das Gebiet zwischen Heilig-Geist-Kirche und Frauenstraße zu verlegen. Der Viktualienmarkt entwickelt sich zu einem der berühmtesten Märkte der Welt.
- 1843: Die ersten deutschen Einwanderer treffen im chilenischen Hafen Puerto Hambre ein. Sie siedeln sich hauptsächlich um den Lago Llanquihue an.
- 1843: Einweihung der Eisenbahnverbindung Paris-Orléans.

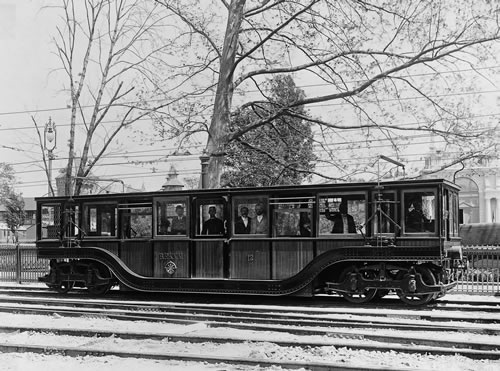
1896: U-Bahn-Triebwagen

- 1896: Anlässlich der 1000-Jahr-Feier der Gründung Ungarns wird in Budapest die „Millenniums-U-Bahn“ eröffnet, die älteste U-Bahn in Kontinentaleuropa.
- 1918: Der Autohersteller Chevrolet Motor Company wird von General Motors gekauft.
- 1924: Die Nordische Rundfunk AG (NORAG), der spätere NDR, nimmt mit vier Stunden Sendezeit ihren Sendebetrieb auf.
- 1928: Louis Marx beantragt für sein Educational Apparatus genanntes Lernspiel ein Patent in den USA. Als Electric Questioner wird die Erfindung in den 1950er Jahren von Kunden sehr stark nachgefragt.
- 1952: Die britische Fluggesellschaft BOAC verwendet als erstes Unternehmen ein Düsenverkehrsflugzeug im Linienverkehr. Eine De Havilland DH.106 Comet befliegt die Route London–Johannesburg.
- 1986: In Vancouver wird die Weltausstellung Expo 86 durch Prinz Charles, Prinzessin Diana und den kanadischen Premierminister Brian Mulroney eröffnet.
- 1988: In Frankfurt am Main wird die Ökobank als Teil der aufkeimenden Umweltbewegung im Rahmen der Auseinandersetzung um eine alternative Ökonomie eröffnet.

### Wissenschaft und Technik

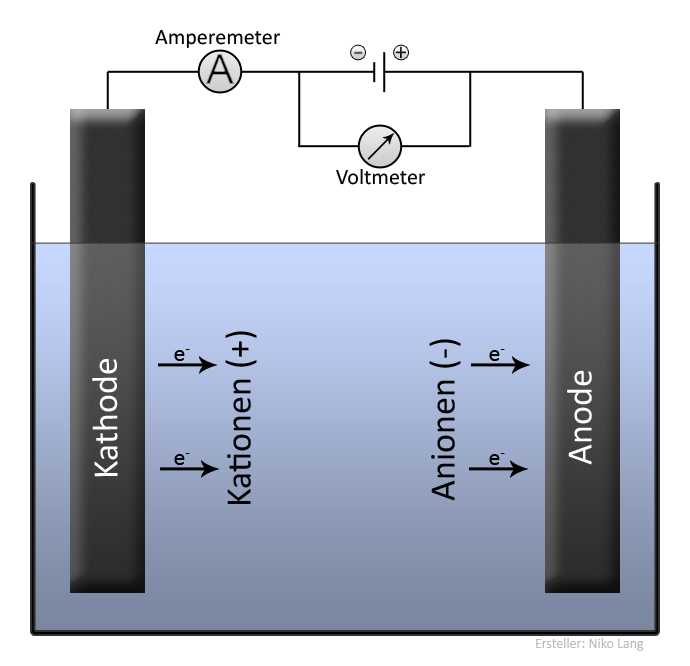
1800: Elektrolyse

- 1800: Anthony Carlisle und William Nicholson gelingt es, Wasser mittels elektrischen Stroms in Wasserstoff und Sauerstoff zu spalten. Diesen Vorgang wird Michael Faraday als Elektrolyse bezeichnen.
- 1862: Die California State Normal School – heute San José State University – wird in Kalifornien gegründet.
- 1963: Berthold Seliger startet im Wattengebiet von Cuxhaven eine Dreistufenrakete mit einer Gipfelhöhe von über 100 Kilometern. Es ist die einzige im Nachkriegsdeutschland entwickelte Rakete, die bis an den Rand des Weltraums vorstoßen kann.
- 1969: Die Queen Elizabeth 2, das Flaggschiff der Cunard Line, bricht zu ihrer Jungfernfahrt von Southampton nach New York auf.

### Kultur
- 1750: La bottega del caffè (Das Kaffeehaus), eine Komödie in drei Akten von Carlo Goldoni, hat ihre Uraufführung in Mantua.

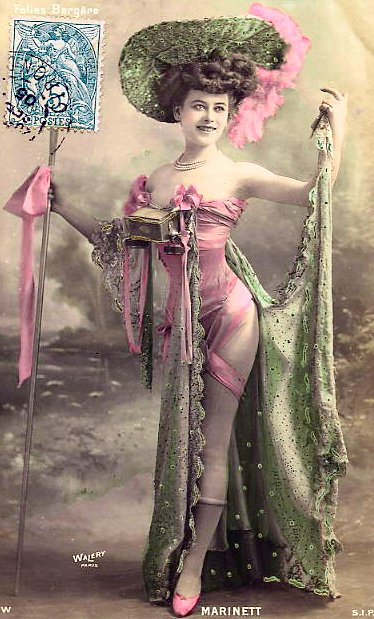
1869: Folies Bergère

- 1869: Unter dem Namen Folies Trévise öffnet in Paris ein musikalisches Unterhaltungsetablissement. Es entwickelt sich nach den Anfängen als Folies Bergère zu einem erotischen Varietétheater und Kabarett.
- 1898: 65 Kunstschaffende gründen die Künstlergruppe Berliner Secession. Sie sind zu der Auffassung gelangt, dass die moderne Kunst in bestehenden Organisationen keinen Rückhalt hat und es ihr an Unterstützung mangelt.
- 1907: Die St. Pölten mit dem steirischen Wallfahrtsort Mariazell verbindende Mariazellerbahn wird für den Personenverkehr freigegeben.
- 1936: Das musikalische Märchen Peter und der Wolf von Sergei Prokofjew wird nach der Rückkehr des Komponisten in die Sowjetunion uraufgeführt, angeregt von Natalija Saz, der künstlerischen Leiterin des Moskauer Zentralen Kindertheaters, um Kinder mit den Instrumenten des Sinfonieorchesters vertraut zu machen.
- 1947: Paul Celans Gedicht Todesfuge, das die nationalsozialistische Judenvernichtung thematisiert, wird erstmals veröffentlicht.
- 1968: Am 20. Jahrestag der Staatsgründung nimmt Ha-Televizya Ha-Klalit, der erste allgemeine Fernsehsender in Israel, seinen Sendebetrieb auf.

### Gesellschaft
- 1389: Sophie von Bayern heiratet den König von Böhmen, Wenzel von Luxemburg.

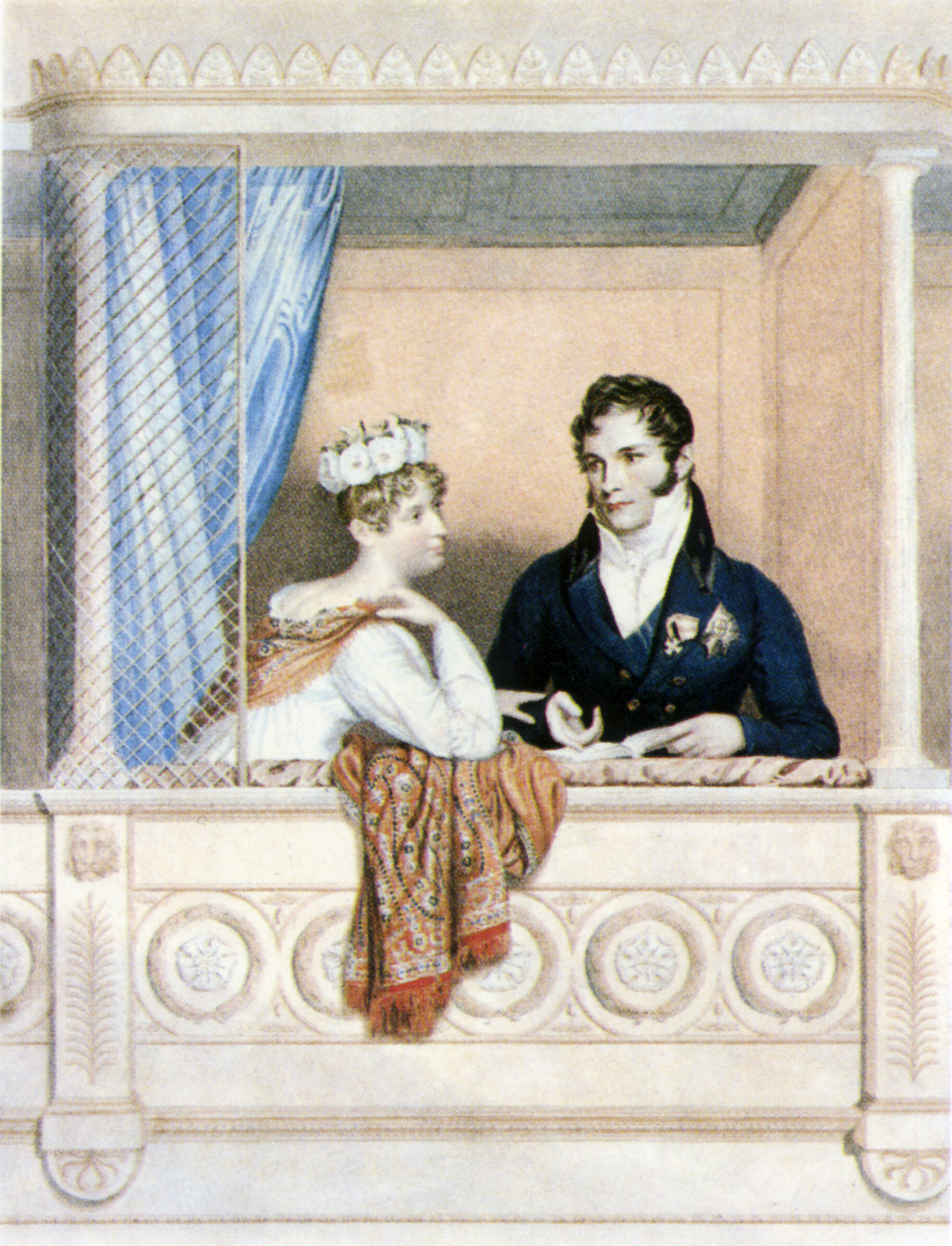
1816:Charlotte Augusta und Leopold

- 1816: Leopold von Sachsen-Coburg-Saalfeld heiratet Charlotte Augusta von Wales.
- 1874: Karl May wird aus dem Zuchthaus Waldheim entlassen, wo er eine Haftstrafe wegen Landstreicherei verbüßt hat.
- 1960: Im US-amerikanischen Staatsgefängnis San Quentin wird der zum Tode verurteilte Caryl Chessman hingerichtet. Die bereits im Jahr 1952 geplante Urteilsvollstreckung ist bereits acht Mal verschoben worden. Der Fall löst eine weltweite Diskussion zur Todesstrafe aus, weil Zweifel zur Täterschaft bestehen bleiben.

### Religion
- 1312: In der Bulle Ad providam Clemens V. werden die Güter des aufgelösten Templerordens dem Johanniterorden anvertraut. Die Entscheidung gilt jedoch nicht in Portugal, Kastilien, Aragon und Mallorca, deren Regenten zum Schutz der Templer neigen. Der portugiesische Besitz wird schließlich im Jahr 1319 dem bereits gegründeten Christusorden zugewendet.
- 1890: Kaiser Wilhelm II. etabliert den Evangelischen Kirchenbauverein als Einrichtung zur Schaffung neuer Sakralbauten in Deutschland.

### Katastrophen

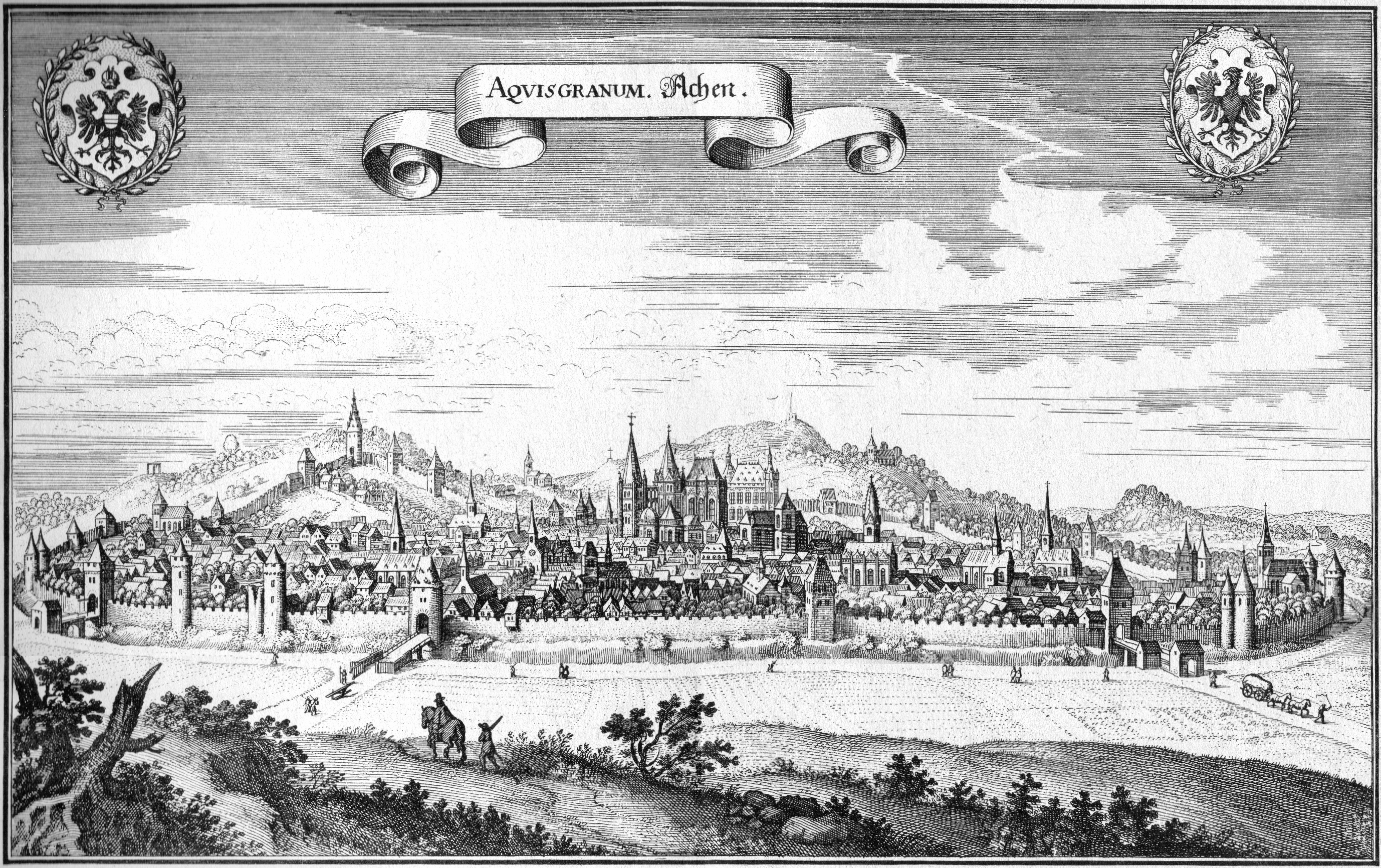
1656: Aachen vor dem Brand

- 1656: Unachtsamer Umgang mit Holzkohle im Hause eines Bäckers löst den Stadtbrand von Aachen aus, bei dem sieben Achtel der Stadt zerstört werden. Aachen wird später als Badekurort wieder aufgebaut.

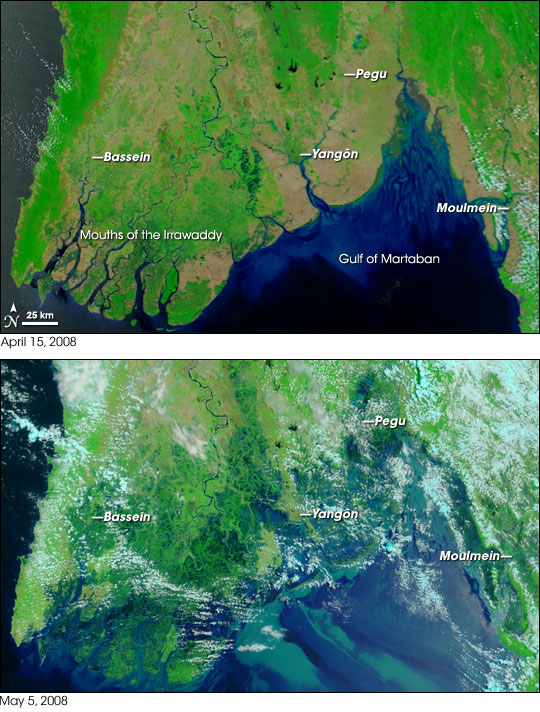
2008: Vor und nach dem Zyklon Nargis

- 2008: Der Zyklon Nargis, ein Zyklon der Stufe 4 auf der Saffir-Simpson-Hurrikan-Windskala, trifft auf die Küste Myanmars und setzt seinen Weg ins Landesinnere fort. Dabei fordert er Zehntausende Menschenleben.

Kleinere Unglücksfälle sind in den Unterartikeln von Katastrophe und in der Liste von Katastrophen aufgeführt.

### Sport
- 1906: Mit der Schlussfeier enden die Olympischen Zwischenspiele in Athen, die am 22. April begonnen haben. Erfolgreichstes Land bei den Spielen ist Frankreich mit 40 Medaillen, erfolgreichster Athlet der Schweizer Sportschütze Louis-Marcel Richardet. Die Spiele werden jedoch vom Internationalen Olympischen Komitee (IOC) bis heute nicht als Olympische Spiele anerkannt.
- 1964: Zehn chinesische Bergsteiger setzen im Rahmen einer 195 Personen umfassenden Expedition als erste ihren Fuß auf den Gipfel des Shishapangma, des bis dahin letzten unbestiegenen Achttausenders.
- 1984: Im DFB-Pokal-Halbfinale 1984 erzielt der FC Schalke 04 gegen den FC Bayern München ein 6:6 nach Verlängerung, der entscheidende Schalker Ausgleich gelingt in der 120. Minute durch Olaf Thon. Das Wiederholungsspiel eine Woche später gewinnt Bayern München mit 3:2 und wird später auch Pokalsieger.
- 1998: Am vorletzten Spieltag der Saison 1997/98 sichert sich mit dem 1. FC Kaiserslautern erstmals ein Aufsteiger die Meisterschaft der Fußball-Bundesliga.
- 2006: Im Fußball in Italien beginnt ein Skandal, als die Sportzeitung La Gazzetta dello Sport telefonische Abhörprotokolle der Turiner Staatsanwaltschaft publiziert. Juventus-Turin-Manager Luciano Moggi wird verdächtigt, den Ausgang von Spielen mit Hilfe von Schiedsrichtern manipuliert zu haben.

Einträge von Leichtathletik-Weltrekorden befinden sich unter der jeweiligen Disziplin unter Leichtathletik.

## Geboren

### Vor dem 18. Jahrhundert
- 1304: Margaret Mortimer, englische Adelige
- 1360: Yongle, dritter chinesische Kaiser der Ming-Dynastie
- 1437: Filippo Buonaccorsi, italienischer Humanist und Staatsmann
- 1451: René II., Herzog von Lothringen
- 1458: Eleonore von Portugal, als Gattin von König Johann II. Königin
- 1515: Sibylle von Sachsen, Herzogin von Sachsen-Lauenburg
- 1528: Samuel von Waldeck, Graf von Waldeck-Wildungen
- 1533: Philipp II. von Braunschweig-Grubenhagen, Fürst im Fürstentum Grubenhagen.
- 1551: William Camden, englischer Historiker und Antiquar
- 1564: Johann Domann, deutscher Staatsmann, Politiker und Syndikus der Hanse
- 1588: Étienne Pascal, französischer Anwalt, Verwaltungsbeamter und Mathematiker, Vater von Blaise Pascal
- 1591: Franz Karl von Sachsen-Lauenburg, deutscher General und Adliger, Prinz von Sachsen-Lauenburg

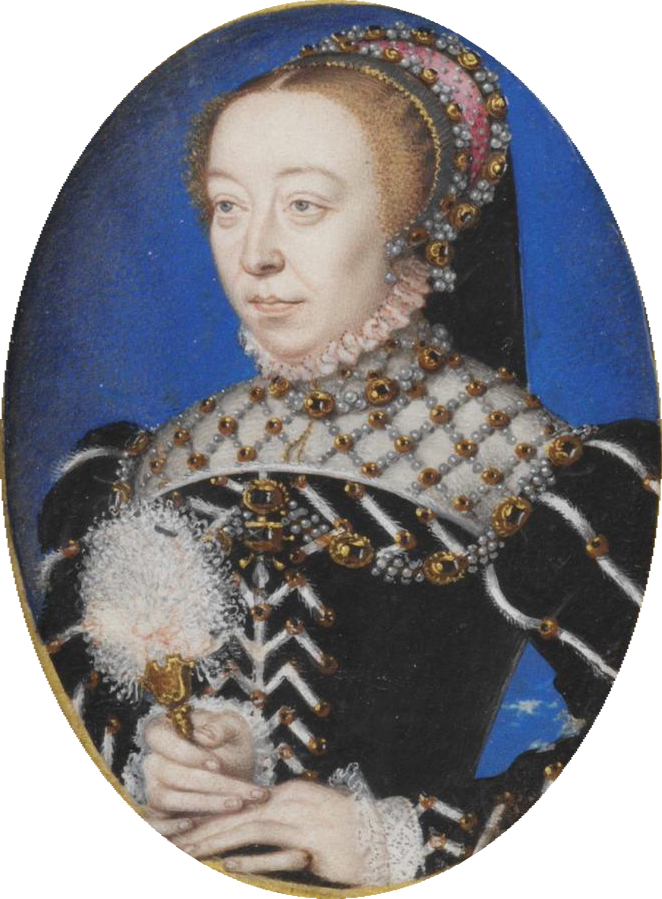
Caterina de’ Medici (* 1593)

- 1593: Caterina de’ Medici, Herzogin von Mantua und Montferrat
- 1594: Franz Karl von Sachsen-Lauenburg, deutscher Adliger, Prinz von Sachsen-Lauenburg, General
- 1602: Athanasius Kircher, deutscher Jesuit, Universalgelehrter und Erfinder
- 1614: Christian zu Rantzau, Statthalter im königlich-dänischen Anteil von Schleswig-Holstein
- 1622: Silvius Nimrod I., erster Herzog von Württemberg-Oels
- 1627: Philipp Jakob Baudrexel, deutscher Theologe, Komponist sowie Hof- und Domkapellmeister
- 1639: Michael Friedrich Lederer, deutscher Rechtswissenschaftler
- 1640: Christian Donati, deutscher Logiker
- 1649: Engel de Ruyter, niederländischer Vizeadmiral
- 1660: Alessandro Scarlatti, italienischer Komponist des Barock
- 1684: Wilhelm Heinrich, Fürst von Nassau-Usingen
- 1687: Christoph Burckhard von Witzleben, dänischer Kammerjunker, Landrat und Jägermeister
- 1700: Charlotte von Hanau-Lichtenberg, Gemahlin des Landgrafen Ludwig VIII. von Hessen-Darmstadt

### 18. Jahrhundert
- 1702: Friedrich Christoph Oetinger, deutscher Theologe, Vertreter des württembergischen Pietismus
- 1707: Jean-Baptiste Barrière, französischer Cellist und Komponist
- 1715: Philipp Jacob Borel, deutscher Mediziner und Hochschullehrer
- 1725: Wilhelm Jeremias Müller, deutscher Architekt

Katharina die Große (* 1729)

- 1729: Katharina II. (die Große), russische Kaiserin
- 1730: Sigismund Anton von Hohenwart, Fürsterzbischof von Wien
- 1737: William Petty, 2. Earl of Shelburne, britischer Staatsmann und Premierminister
- 1740: Elias Boudinot, US-amerikanischer Politiker, Präsident des Kontinentalkongresses
- 1746: Robert Lindet, französischer Politiker
- 1750: John André, britischer Offizier
- 1752: Ludwig August Lebrun, deutscher Oboist und Komponist
- 1754: Vicente Martín y Soler, spanischer Komponist
- 1758: Camillo Pacetti, italienischer Bildhauer
- 1759: Karl Christian Palmer, deutscher evangelischer Theologe
- 1761: Richard Anthony Salisbury, britischer Botaniker
- 1764: Friedrich von Gentz, deutscher Schriftsteller und Politiker
- 1764: Karl Adolph Gottlob Schellenberg, deutscher evangelischer Geistlicher und Pädagoge
- 1766: Jean-Joseph Girard, Schweizer römisch-katholischer Geistlicher
- 1767: Jean Baptist Duhamel, Professor für Bergbau, Direktor der Berghochschule in Geislautern
- 1767: Jean-Antoine Verdier, französischer General
- 1769: Amadeus Wenzel Böhm, Kupferstecher und Illustrator

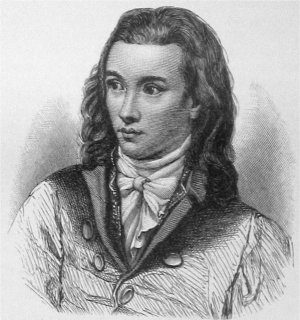
Novalis (* 1772)

- 1772: Novalis, deutscher Dichter der Frühromantik
- 1773: Henrich Steffens, Philosoph, Naturforscher und Dichter
- 1779: John Galt, britischer Schriftsteller
- 1787: Martial de Guernon-Ranville, französischer Rechtsgelehrter
- 1788: Atanazy Raczyński, polnischer Adliger und preußischer Staatsdiener
- 1790: Carl von Carnap, deutscher preußischer Generalmajor und Gutsbesitzer
- 1797: Heinrich Anz, deutscher Beamter und Politiker
- 1797: Abraham Gesner, kanadischer Arzt, Physiker und Geologe
- 1797: Albert Dietrich Schadow, deutscher Baumeister und Architekt

### 19. Jahrhundert

#### 1801–1850
- 1801: Emanuel Eduard Fueter, Schweizer Arzt und Medizinprofessor
- 1802: Heinrich Gustav Magnus, deutscher Physiker und Chemiker
- 1802: Eduard Steinbrück, deutscher Maler
- 1803: Johann Friedrich Christoph Bauer, deutscher Politiker
- 1803: Karl August Friedrich Brückner, deutscher Pädagoge und Historiker
- 1806: Charles Gleyre, Schweizer Maler
- 1807: Johann Konrad Zeller, Schweizer Maler

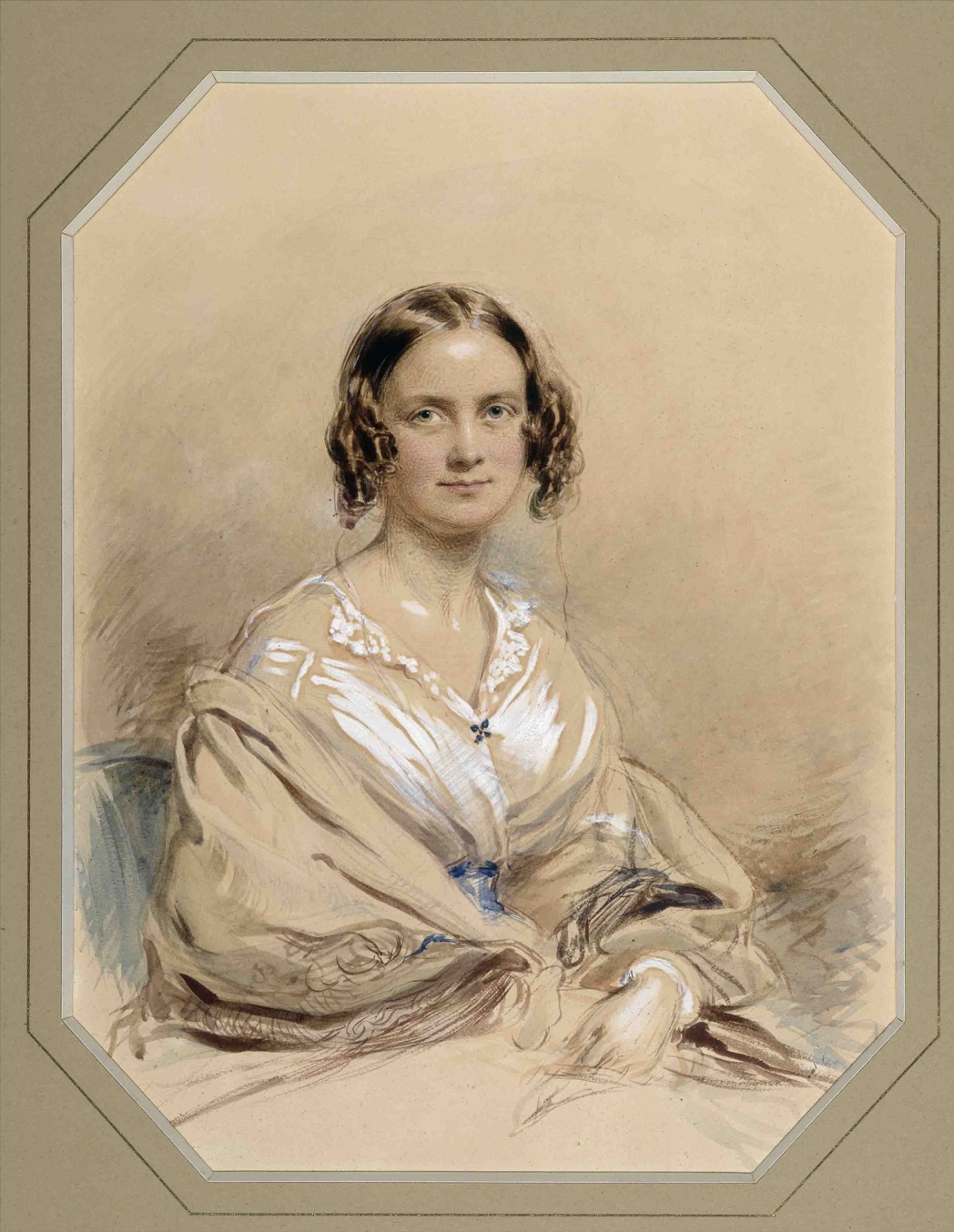
Emma Darwin (* 1808)

- 1808: Emma Darwin, Ehefrau von Charles Darwin
- 1810: Hans Christian Lumbye, dänischer Kapellmeister und Komponist
- 1812: Julius Ambrosius Hülße, deutscher Mathematiker und Techniker
- 1813: Julius Kell, sächsischer Pädagoge und Autor
- 1817: Anton Berlijn, niederländischer Komponist
- 1817: Otto Georg Oppenheim, deutscher Jurist und Obertribunalrat

Gustav Becker (* 1819)

- 1819: Gustav Becker, deutscher Uhrmacher und Begründer der Uhrenmarke Gustav Becker
- 1820: Robert Gerwig, deutscher Bauingenieur
- 1823: Emma Hardinge Britten, englische Spiritualistin, Schriftstellerin und Theosophin
- 1826: Eleuterio Pagliano, italienischer Maler
- 1827: Franz Hermann Reinhold Frank, deutscher Theologe
- 1828: Hermann Friedrich Friedrich, deutscher Schriftsteller und Journalist
- 1829: Ernst Friedrich Langhans, reformierter Theologe der Schweiz
- 1830: Otto Staudinger, deutscher Lepidopterologe
- 1830: Alfred Thieme, deutscher Industrieller, Politiker und Kunstsammler
- 1832: Santo Siorpaes, italienisch-österreichischer Bergsteiger
- 1833: Rudolf Berlin, deutscher Augenarzt
- 1834: Wilhelm Mauser, deutscher Waffenkonstrukteur und Fabrikant
- 1837: Ottilie von Below, deutsche Schriftstellerin
- 1838: Oskar Pank, deutsch-sorbischer evangelischer Theologe
- 1842: Felix Victor Birch-Hirschfeld, deutscher Mediziner
- 1843: Sigmund von Riezler, deutscher Geschichtsforscher
- 1843: Carl Michael Ziehrer, österreichischer Komponist
- 1846: Louis Leitz, deutscher Erfinder und Unternehmer
- 1846: Zygmunt Noskowski, polnischer Komponist, Dirigent und Musikpädagoge

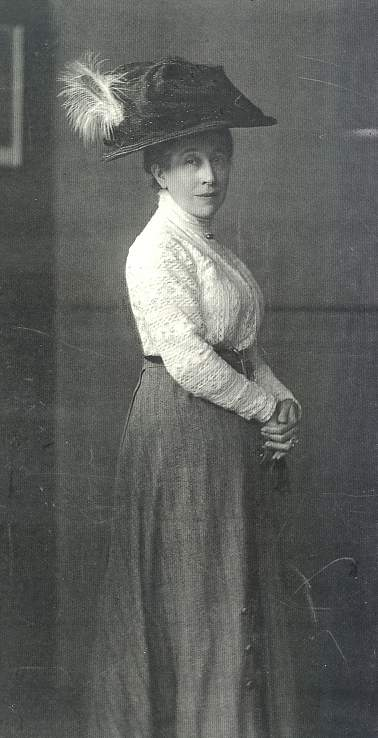
Susanne von Nathusius (* 1850)

- 1850: Susanne von Nathusius, deutsche Porträtmalerin

#### 1851–1900
- 1853: Carl Rabl, österreichischer Arzt und Anatom
- 1856: Helene von Druskowitz, österreichische Philosophin, Literatur- und Musikkritikerin
- 1856: Wassili Wassiljewitsch Rosanow, russischer Philosoph
- 1857: Frederic Cliffe, englischer Komponist
- 1857: Otto Umfrid, deutscher evangelischer Theologe
- 1859: Jerome K. Jerome, englischer Autor (Drei Mann in einem Boot)
- 1860: D’Arcy Wentworth Thompson, britischer Mathematiker und Zoologe

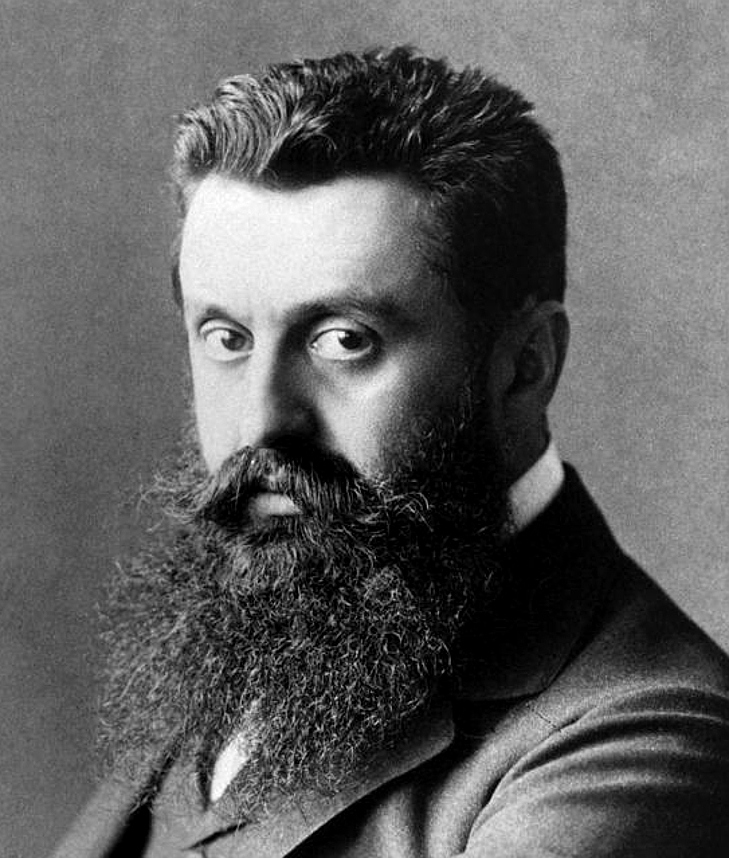
Theodor Herzl (* 1860)

- 1860: Theodor Herzl, ungarisch-österreichischer Schriftsteller, Publizist und Journalist, Begründer des modernen politischen Zionismus
- 1860: William Bayliss, britischer Physiologe
- 1861: Johannes Geffcken, deutscher Altphilologe
- 1862: Maurice Emmanuel, französischer Komponist
- 1862: Heinrich Kraus von Elislago, österreichischer Feldmarschallleutnant
- 1863: Erich Bethe, deutscher Altphilologe
- 1866: Albrecht Dieterich, deutscher Altphilologe
- 1868: Robert Williams Wood, US-amerikanischer Experimentalphysiker
- 1869: Joseph Kumpfmüller, Bischof von Augsburg
- 1870: William J. Seymour, US-amerikanischer Prediger

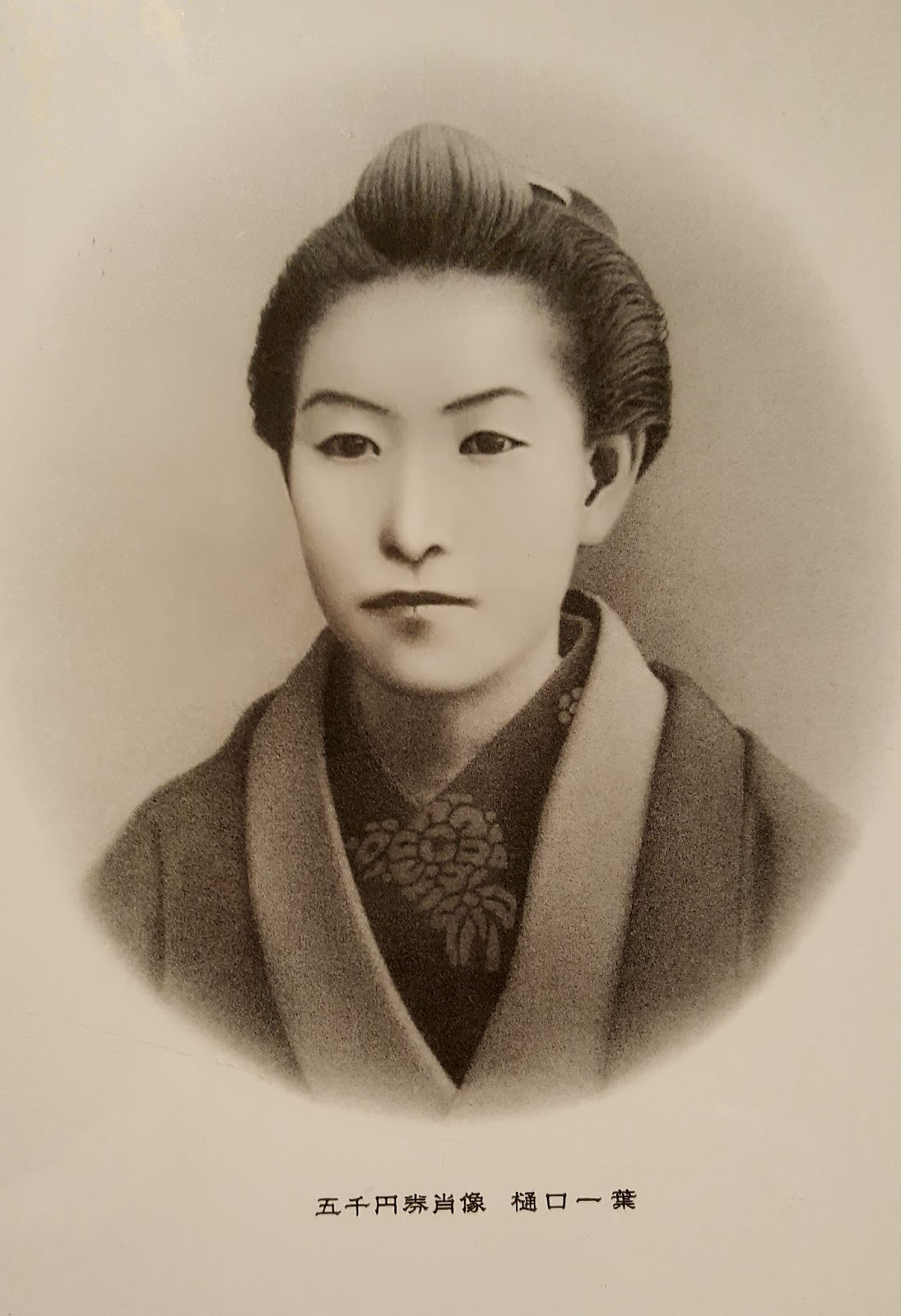
Higuchi Ichiyō (* 1872)

- 1872: Higuchi Ichiyō, japanische Schriftstellerin der Meiji-Zeit
- 1872: Karl Ludwig Nessler, deutscher Frisör, Erfinder der Dauerwelle
- 1874: Hugo Eberhardt, deutscher Architekt
- 1876: Willy Arend, deutscher Radrennfahrer
- 1876: Johannes Greber, deutscher Priester und Autor, MdR

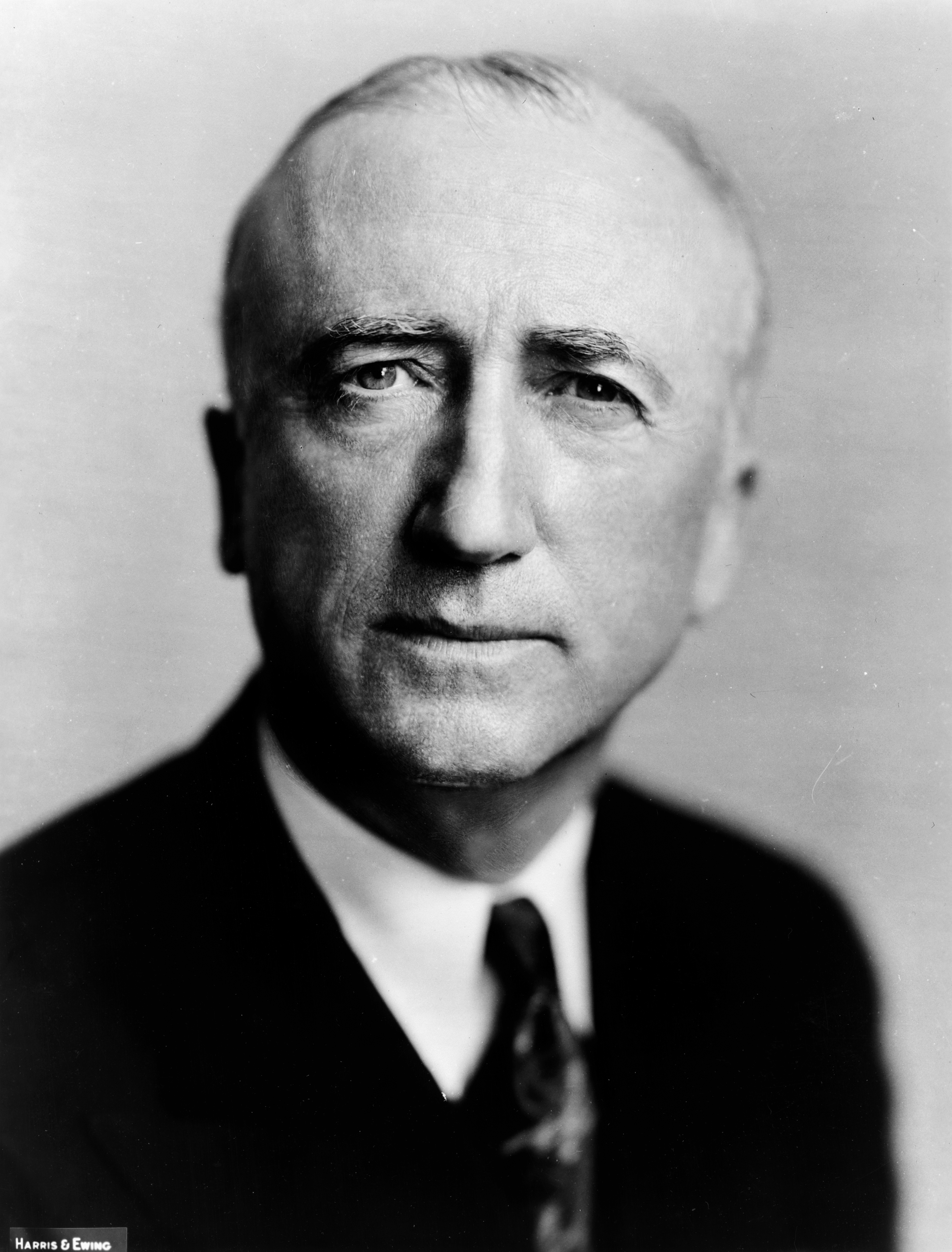
James F. Byrnes (* 1879)

- 1879: James F. Byrnes, US-amerikanischer Politiker und Außenminister
- 1879: Konrad Schliephacke, deutscher Rittergutsbesitzer und Politiker
- 1879: Paul Thiersch, deutscher Architekt und Hochschullehrer
- 1881: Ernst Legal, deutscher Schauspieler
- 1883: Alessandro Cagno, italienischer Automobilrennfahrer
- 1883: Florentine Goswin-Benfer, westfälische Heimatschriftstellerin
- 1883: Otto Weidt, Besitzer einer Berliner Blindenwerkstatt, Nazi-Gegner
- 1884: Heinrich Steinbeck, deutsch-schweizerischer Komponist und Dirigent
- 1886: Gottfried Benn, deutscher Arzt, Dichter und Essayist
- 1888: Mykola Wilinskyj, russisch-ukrainischer Komponist und Hochschullehrer
- 1890: Edward E. Smith, US-amerikanischer Science-Fiction-Schriftsteller und Chemiker
- 1891: Paul Böttcher, deutscher Politiker, Abgeordneter und Journalist
- 1891: Georg Herrnreiter, Wilderer und hochdekorierter deutscher Scharfschütze

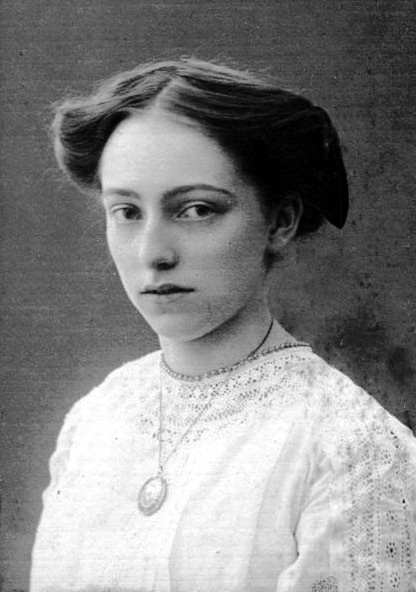
Lene Voigt (* 1891)

- 1891: Lene Voigt, sächsische Schriftstellerin
- 1891: Otto Wittenburg, deutscher Politiker, MdB
- 1892: Trude Hesterberg, deutsche Bühnen- und Filmschauspielerin, Kabarettistin
- 1892: Ernst Sigg, Schweizer Kirchenmusiker und Gymnasiallehrer

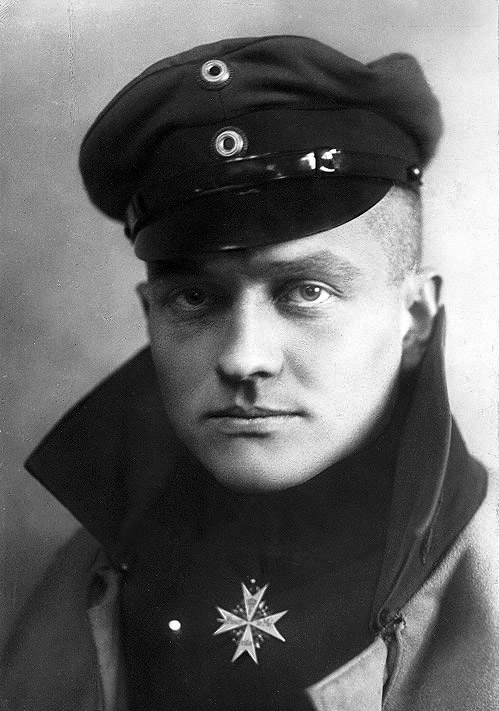
Manfred von Richthofen (* 1892)

- 1892: Manfred von Richthofen, deutscher Jagdflieger im Ersten Weltkrieg
- 1893: Georg Heinrich Arcularius, deutscher Tierarzt
- 1893: Ludwig Kasper, österreichischer Bildhauer
- 1893: Jean de Marguenat, französischer Regisseur, Drehbuchautor und Autorennfahrer
- 1894: Norma Talmadge, US-amerikanische Schauspielerin
- 1895: Lorenz Hart, US-amerikanischer Textautor
- 1895: Wilm Hosenfeld, Offizier der Wehrmacht im Zweiten Weltkrieg
- 1895: Alfred Kurella, deutscher Schriftsteller und Übersetzer, Kulturfunktionär der SED
- 1896: Elena von Griechenland, Prinzessin von Griechenland und Dänemark
- 1896: Árpád Vajda, ungarischer Schachspieler
- 1897: Willemijn Posthumus-van der Goot, niederländische Autorin und Feministin
- 1898: Rinaldo Barlassina, italienischer Fußballschiedsrichter
- 1899: Kurt Pohle, deutscher Politiker
- 1899: Maximilian Steenberghe, niederländischer Politiker
- 1900: Ellen Daub, deutsche Schauspielerin

### 20. Jahrhundert

#### 1901–1925
- 1901ː Lotti Ruckstuhl-Thalmessinger, Schweizer Juristin und Frauenrechtlerin
- 1901: Edouard Zeckendorf, belgischer Amateur-Mathematiker
- 1901: Willi Bredel, deutscher Schriftsteller
- 1901: Lotte Backes, deutsche Komponistin
- 1902: Brian Aherne, britischer Schauspieler
- 1902: Georg Kurlbaum, deutscher Politiker

Werner Finck (* 1902)

- 1902: Werner Finck, deutscher Schriftsteller, Schauspieler und Kabarettist
- 1903: Øivin Fjeldstad, norwegischer Komponist und Dirigent
- 1903: Alfred Krohn, deutscher Steuermann im Rudern
- 1904: J. Anthony Hughes, US-amerikanischer Schauspieler und Radiosprecher
- 1904: Arturo Moroni, italienischer Ruderer
- 1905: Alan Rawsthorne, englischer Komponist
- 1905: Charlotte Armstrong, US-amerikanische Autorin von Kriminalromanen
- 1906: Hans-Günther Sohl, deutscher Industriemanager
- 1906: Philippe Halsman, lettisch-französisch-US-amerikanischer Fotograf
- 1906: Wolfgang Abendroth, deutscher Politikwissenschaftler
- 1907: Franz Korinek, österreichischer Politiker und Minister
- 1908: Frank Rowlett, US-amerikanischer Mathematiker und Kryptologe
- 1908: Karl Hartung, deutscher Bildhauer
- 1909: Teddy Stauffer, Schweizer Bandleader
- 1910: Charles Francis Adams IV., US-amerikanischer Wirtschaftsmanager
- 1910: Edmund Bacon, US-amerikanischer Architekt und Städtebauer
- 1911: Marie Therese Hug, Prinzessin aus dem Hause Hohenzollern
- 1911: Elsbeth Juda, britische Fotografin, Publizistin und Kunstsammlerin
- 1912: Axel Springer, deutscher Verleger

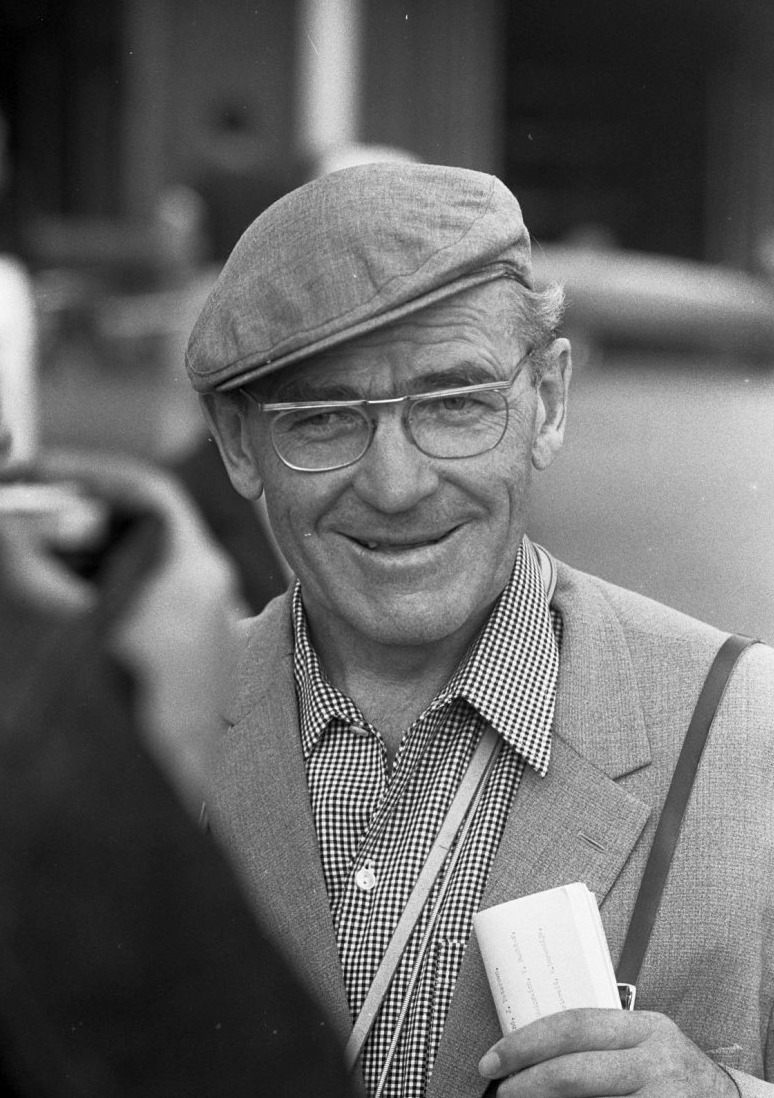
Karl Adam (* 1912)

- 1912: Karl Adam, deutscher Rudertrainer
- 1912: Marten Toonder, niederländischer Comiczeichner
- 1913: Florian Dąbrowski, polnischer Komponist und Musikpädagoge
- 1913: Pietro Frua, italienischer Automobildesigner
- 1913: Nigel Patrick, britischer Schauspieler
- 1914: Marcelo Mendiharat Pommies, französischer Geistlicher
- 1915: Jan Hanuš, tschechischer Komponist
- 1916: Emilio Ballado, mexikanischer Boxer
- 1916: Willy Lardon, Schweizer Ringer und Schwinger
- 1917: Albertus Casteleyns, belgischer Wasserballspieler und Bobfahrer
- 1917: Félix López, dominikanischer Songwriter
- 1920: Guinn Smith, US-amerikanischer Leichtathlet
- 1920: Gerda Daumerlang, deutsche Wasserspringerin
- 1920: Jacob Gilboa, israelischer Komponist
- 1920: Jean-Marie Auberson, Schweizer Dirigent und Geiger
- 1920: Joe Henderson, britischer Klavierspieler
- 1921: Satyajit Ray, indischer Regisseur
- 1921: Paul Wulf, deutscher Antifaschist, Anarchist und Träger des Bundesverdienstkreuzes
- 1922: Serge Reggiani, französischer Schauspieler und Chansonnier
- 1923: Albert Nordengen, norwegischer Politiker, Bürgermeister von Oslo

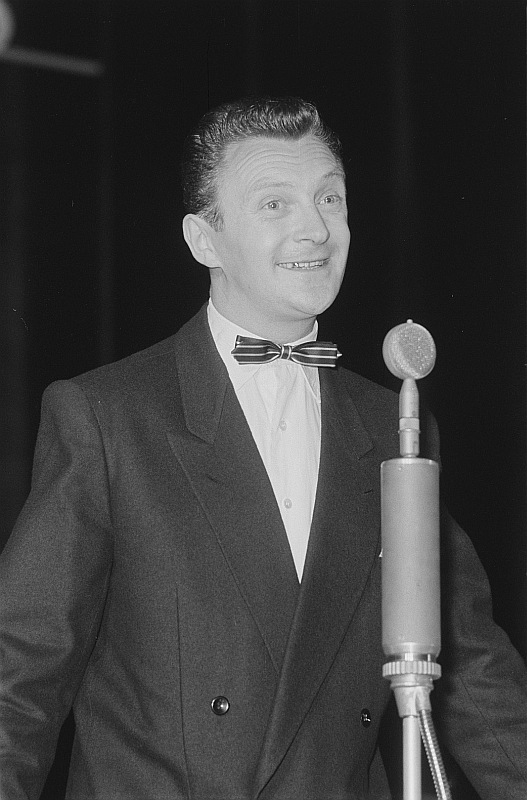
Fips Fleischer (* 1923)

- 1923: Fips Fleischer, deutscher Musiker und Komponist
- 1923: Patrick Hillery, irischer Politiker, Minister und Staatspräsident
- 1924: Theodore Bikel, US-amerikanischer Schauspieler österreichischer Herkunft
- 1924: Kurt E. Ludwig, deutscher Schauspieler
- 1924: Günter Wöhe, deutscher Ökonom
- 1925: Eva Aeppli, Schweizer Materialkünstlerin
- 1925: Svatopluk Havelka, tschechischer Musiker und Komponist
- 1925: Horst Raspe, deutscher Schauspieler und Synchronsprecher

#### 1926–1950
- 1926: Aída Bonnelly de Díaz, dominikanischer Musikwissenschaftlerin, -kritikerin und -pädagogin
- 1926: Kurt Hertha, deutscher Textdichter und Komponist
- 1926: Gerhard Paulmann, deutscher Ingenieur und Hochschullehrer
- 1927: Horst Abt, deutscher Unternehmer
- 1927: Michael Broadbent, britischer Weinkommentator und -kritiker
- 1927: Helmut Krauch, deutscher Chemiker, Systemanalytiker, Konzeptkünstler und Professor
- 1928: Georges-Arthur Goldschmidt, deutsch-französischer Schriftsteller, Essayist und Übersetzer
- 1928: Rolf Heyne, deutscher Verleger
- 1928: Horst Stein, deutscher Konzert- und Operndirigent

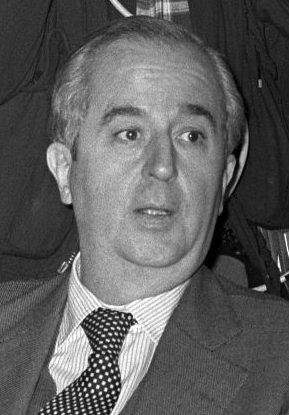
Édouard Balladur (* 1929)

- 1929: Édouard Balladur, französischer Politiker, Premierminister
- 1929: Jigme Dorje Wangchuck, König von Bhutan
- 1929: Link Wray, US-amerikanischer Musiker
- 1931: Martha Grimes, US-amerikanische Schriftstellerin
- 1931: Helmut Engels, deutscher Politiker
- 1931: Werner Titel, deutscher Politiker, Minister für Umweltschutz und Wasserwirtschaft der DDR
- 1932: Bruce Glover, US-amerikanischer Schauspieler
- 1933: Harry Woolf, englischer Richter
- 1934: Manfred Durniok, deutscher Filmproduzent und Regisseur
- 1935: Faisal II., König des Irak
- 1935: Luis Suárez, spanischer Fußballspieler
- 1936: Norma Aleandro, argentinische Schauspielerin
- 1936: Tom Andersen, norwegischer Psychiater und Psychotherapeut
- 1936: Joseph Arnaouti, syrischer Patriarchal
- 1936: Helga Brauer, deutsche Sängerin
- 1936: Engelbert, britisch-US-amerikanischer Sänger
- 1936: Michael Rabin, US-amerikanischer Geiger
- 1937: Thomas Billhardt, deutscher Fotograf und Publizist
- 1937: Gisela Elsner, deutsche Schriftstellerin
- 1937: Klaus Enders, deutscher Motorradrennfahrer
- 1937: Hagen Keller, deutscher Mittelalterhistoriker
- 1937: Otto Pfeiffer, deutscher Diplomat
- 1938: Jacques Bienvenue, kanadischer Autorennfahrer
- 1938: Helmuth Egelkraut, deutscher evangelischer Theologe, Missionar, Professor, Historiker und Autor

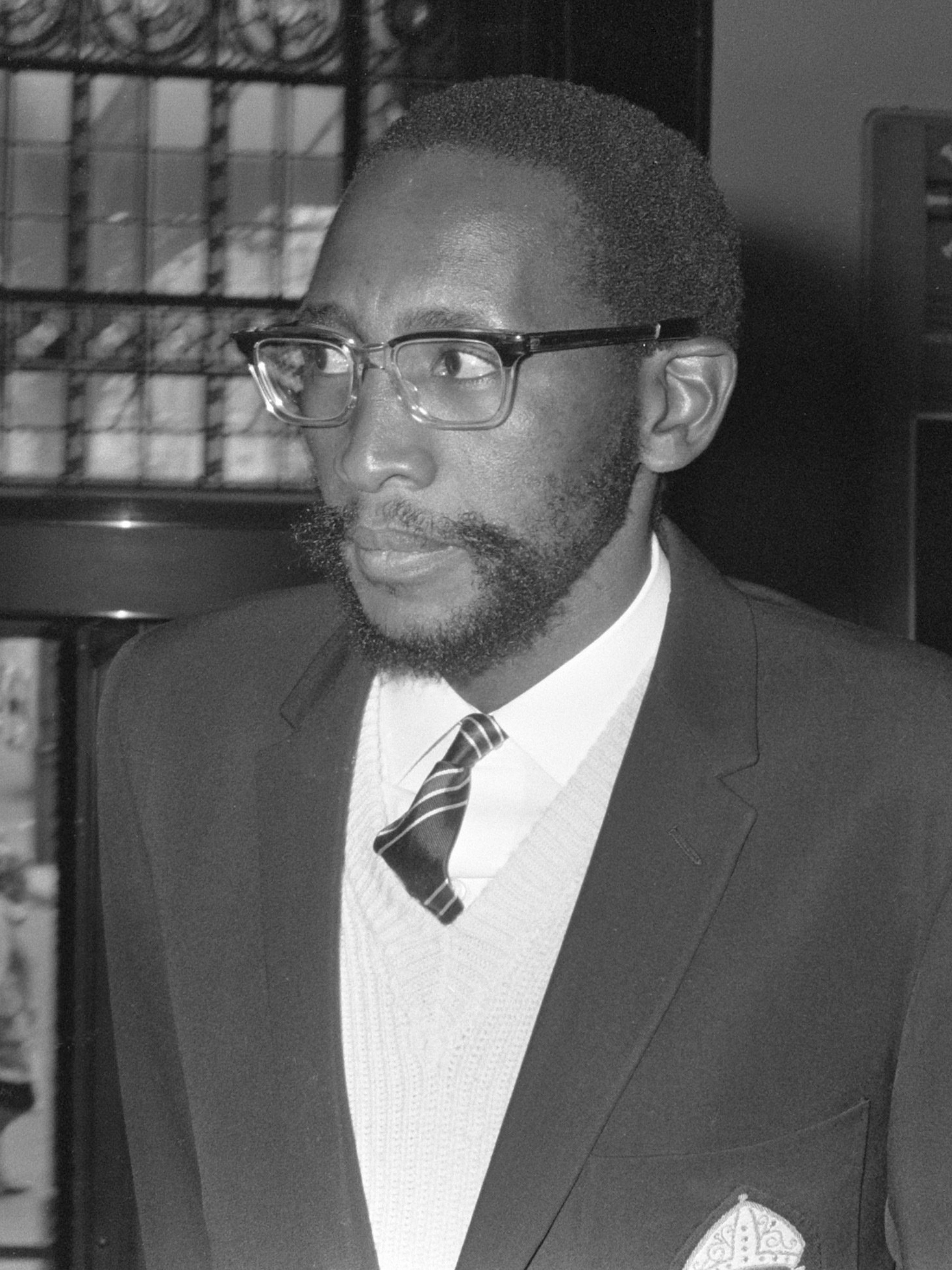
Moshoeshoe II. (* 1938)

- 1938: Moshoeshoe II., König von Lesotho
- 1939: Ernesto Castano, italienischer Fußballspieler
- 1939: Fortunato Franco, indischer Fußballspieler
- 1939: Sumio Iijima, japanischer Physiker
- 1939: Hans-Dieter Möller, deutscher Organist und Musikpädagoge
- 1939: Günter Stahn, deutscher Architekt und Stadtplaner
- 1939: Heinz Troll, deutscher Politiker
- 1940: Eugen Strähl, Schweizer Unternehmer und Autorennfahrer
- 1941: Tony Adamowicz, US-amerikanischer Autorennfahrer
- 1941: Eberhard Braun, deutscher Philosoph
- 1941: Elvira Hoffmann, deutsche Schriftstellerin
- 1941: Eddy Louiss, französischer Jazzpianist und -organist
- 1941: Franco Scoglio, italienischer Fußballtrainer
- 1941: Jules Albert Wijdenbosch, surinamischer Politikwissenschaftler und Politiker, Premierminister, Staatspräsident
- 1942: Brigitte Berendonk, deutsche Diskuswerferin und Kugelstoßerin
- 1942: Udo Ehrbar, deutscher Politiker, MdB
- 1942: Bogusław Kaczyński, polnischer Journalist, Musikkritiker und -theoretiker, Fernsehmoderator und Förderer der klassischen Musik
- 1942: Wojciech Pszoniak, polnischer Schauspieler
- 1942: Jacques Rogge, belgischer orthopädischer Chirurg und Sportfunktionär, Präsident des IOC
- 1942: Udo Steinke, deutschsprachiger Schriftsteller
- 1942: Peter Urbach, V-Mann des Berliner Verfassungsschutzes in der deutschen Studentenbewegung der 1960er
- 1942: Rainer Zimmermann, deutscher Handballspieler
- 1942: Bernd Ziskofen, deutscher Motorsportfunktionär im Rallycross-Sport
- 1943: Mickey Bass, US-amerikanischer Jazzmusiker
- 1943: John Goss, australischer Autorennfahrer
- 1943: Klaus Konjetzky, deutscher Schriftsteller

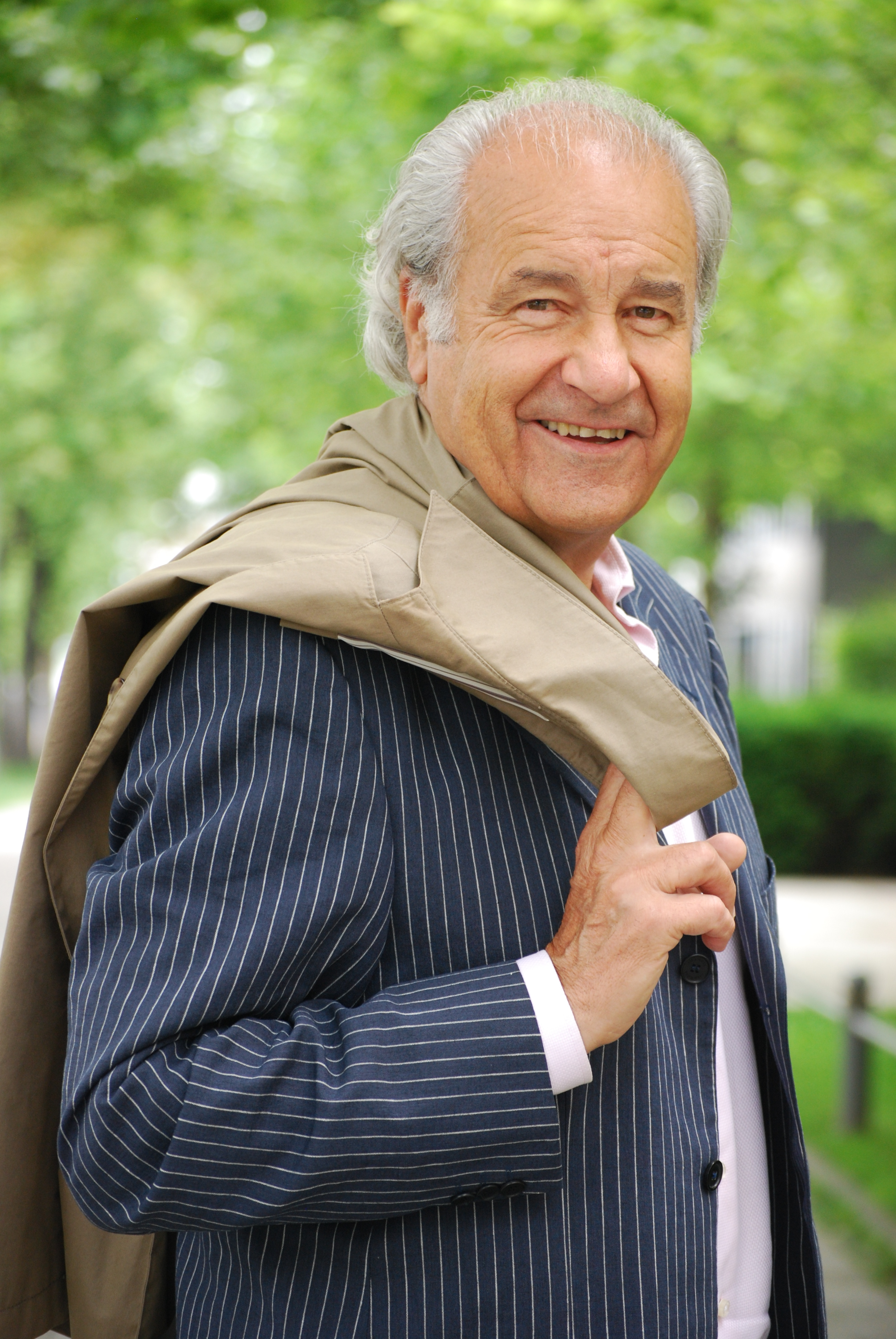
Manfred Schnelldorfer (* 1943)

- 1943: Manfred Schnelldorfer, deutscher Eiskunstläufer
- 1944: Franz Innerhofer, österreichischer Schriftsteller
- 1945: Judge Dread, britischer Reggae- und Ska-Musiker
- 1946: José Alcántara Almánzar, dominikanischer Erzähler, Essayist, Literaturkritiker, Soziologe und Hochschullehrer
- 1946: Lesley Gore, US-amerikanische Sängerin
- 1946: Ralf Gothóni, finnischer Pianist und Dirigent
- 1946: Bruce Robinson, britischer Schauspieler, Drehbuchautor und Regisseur
- 1946: Dany Snobeck, französischer Autorennfahrer
- 1946: David Suchet, britischer Schauspieler
- 1947: Alastair Bruce, 5. Baron Aberdare, britischer Peer und Politiker
- 1947: James Dyson, britischer Erfinder und Unternehmer
- 1947: Manfred Harder, deutscher Fußballschiedsrichter
- 1947: Philippe Herreweghe, belgischer Dirigent
- 1947: Prashanta Nanda, indischer Schauspieler, Filmregisseur und Politiker
- 1948: Larry Gatlin, US-amerikanischer Country-Sänger
- 1948: Monika Haas, Sympathisantin der RAF
- 1948: Christian Hartenhauer, deutscher Politiker
- 1948: Werner Schulze-Erdel, deutscher Moderator und Schauspieler

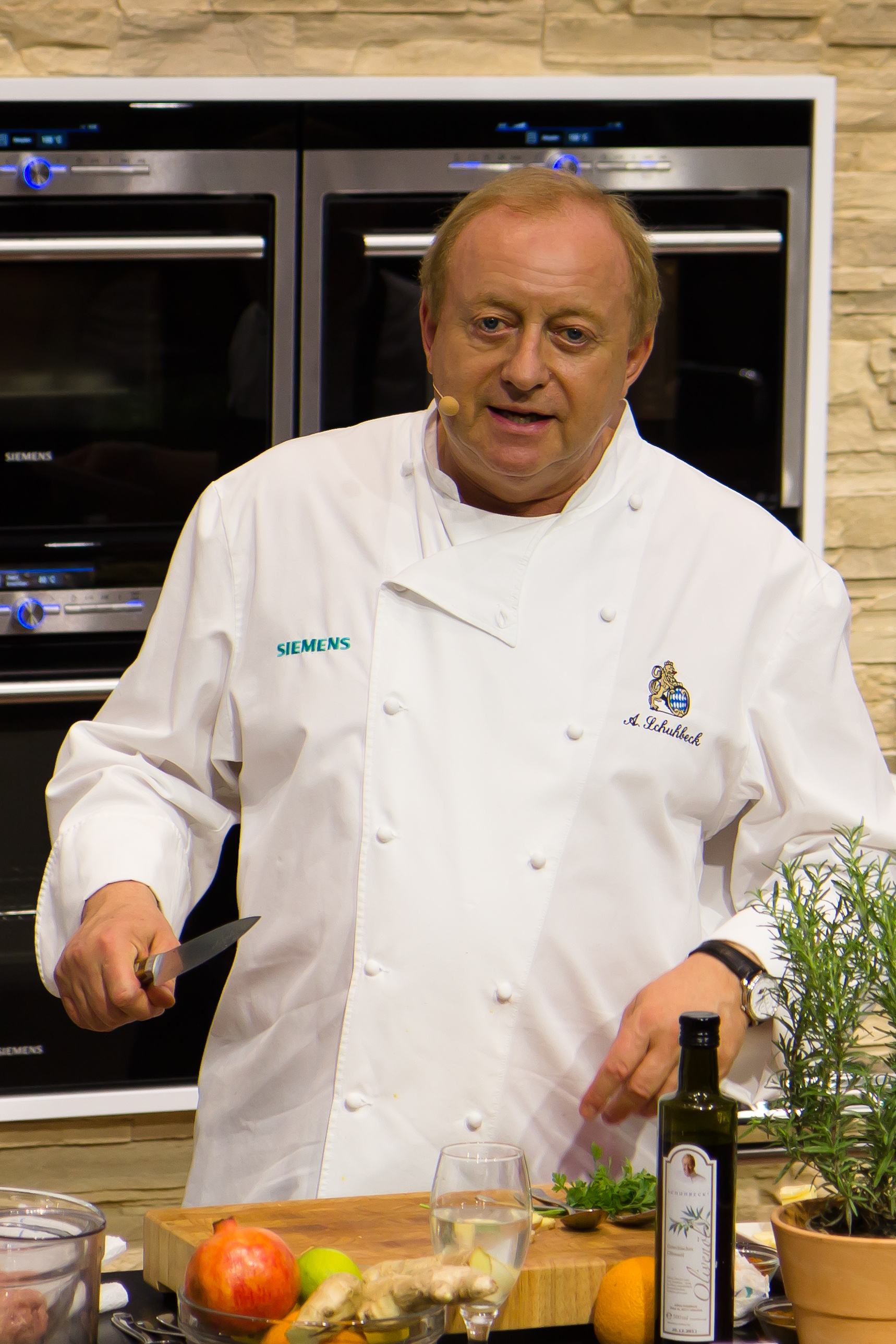
Alfons Schuhbeck (* 1949)

- 1949: Alfons Schuhbeck, deutscher Koch und Buchautor
- 1949: Marco Vanoli, Schweizer Unternehmer und Autorennfahrer
- 1950: Ulrich Goll, deutscher Politiker
- 1950: Lou Gramm, US-amerikanischer Sänger
- 1950: Bianca Jagger, US-amerikanische Menschenrechtsaktivistin (AI)
- 1950: Angela Krauß, deutsche Schriftstellerin
- 1950: Manfred Maurenbrecher, deutscher Liedermacher
- 1950: Madeleine-Rita Mittendorf, deutsche Politikerin

#### 1951–1975
- 1951: John Glascock, britischer Musiker
- 1951: Ondřej Soukup, tschechischer Musiker und Komponist

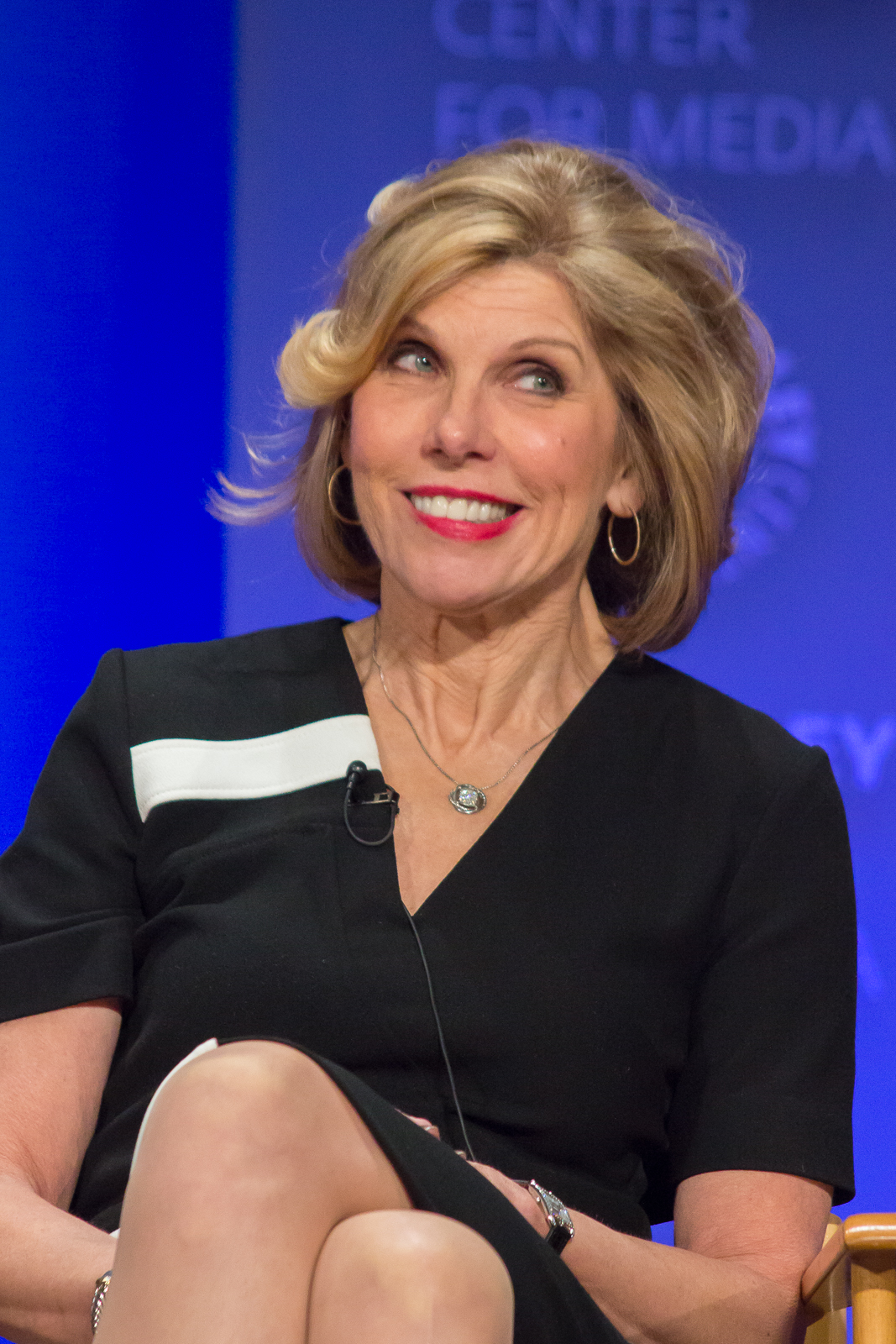
Christine Baranski (* 1952)

- 1952: Christine Baranski, US-amerikanische Schauspielerin
- 1952: Pat Cardi, US-amerikanischer Filmschauspieler
- 1952: Christopher Doyle, australischer Kameramann, Fotograf, Regisseur, Drehbuchautor und Schauspieler
- 1952: Wolfgang Horak, deutscher Ruderer
- 1952: Lothar Skala, deutscher Fußballspieler
- 1953: Waleri Abissalowitsch Gergijew, russischer Dirigent
- 1953: Domitien Ndayizeye, Staatspräsident von Burundi
- 1954: Angela Bofill, US-amerikanische R&B- und Jazz-Sängerin
- 1954: Elliot Goldenthal, US-amerikanischer Komponist
- 1954: Werner Melzer, deutscher Fußballspieler
- 1954: Wolfgang Mocker, deutscher Aphoristiker
- 1954: Modupe Oshikoya, nigerianische Leichtathletin
- 1955: Angelika Birk, deutsche Politikerin
- 1955: Holger Franke, deutscher Schauspieler
- 1955: Maharaj Krishan Kaushik, indischer Hockeyspieler
- 1955: Marita Sehn, deutsche Politikerin
- 1955: Donatella Versace, italienische Modeschöpferin

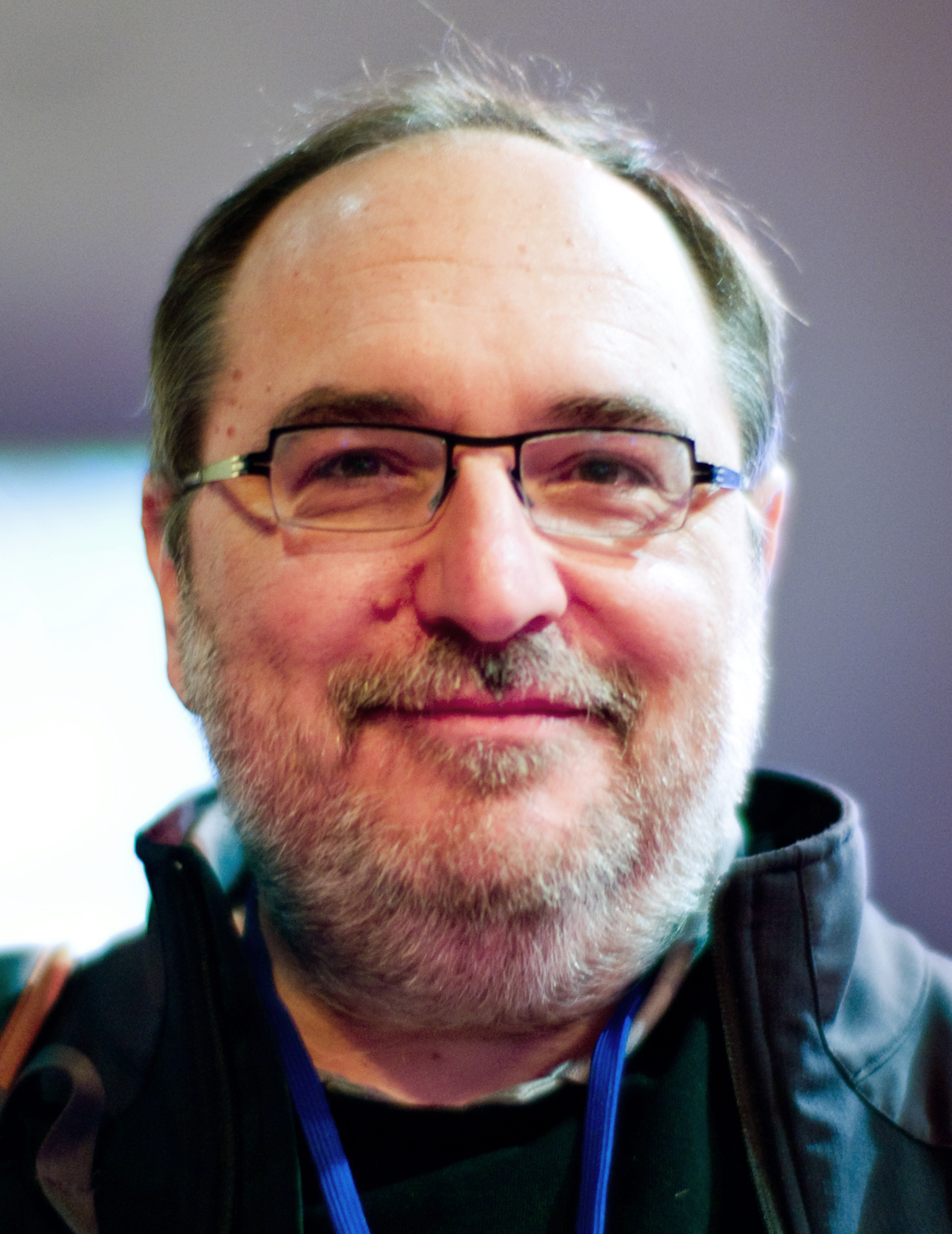
Dave Winer (* 1955)

- 1955: Dave Winer, US-amerikanischer Softwareentwickler
- 1956: Jorge García, spanischer Skirennläufer
- 1956: Werner Pees, deutscher Musikdirektor und Domkapellmeister
- 1957: Markus Stockhausen, deutscher Komponist und Trompeter
- 1958: Yasushi Akimoto, japanischer Fernsehproduzent, Songwriter, Musikproduzent und Professor
- 1958: David O’Leary, irischer Fußballspieler und -trainer
- 1958: Elke Reinke, deutsche Politikerin
- 1959: Marcel van de Beeten, niederländischer Jazzgitarrist und Singer-Songwriter
- 1959: Lone Scherfig, dänische Drehbuchautorin und Regisseurin
- 1960: Christopher Barker, Schweizer Schauspieler und Sänger
- 1960: José Manuel Carrascalão, Politiker aus Osttimor
- 1960: Christoph Franz, deutsch-schweizerischer Manager
- 1961: Andrea Amann, österreichische Freestyle-Skierin und Gleitschirmpilotin
- 1961: Ronnie Baxter, englischer Dartspieler
- 1961: Stephen Daldry, Theater- und Filmregisseur
- 1962: Jean-François Bernard, französischer Radrennfahrer
- 1962: Ty Herndon, US-amerikanischer Country-Sänger
- 1962: Fabio Stassi, italienischer Schriftsteller
- 1962: Andreas Steppuhn, deutscher Politiker
- 1962: Jimmy White, englischer Snookerspieler
- 1963: Philip Collin, US-amerikanischer Autorennfahrer
- 1963: Esther Freud, britische Schriftstellerin
- 1964: Éric Elmosnino, französischer Schauspieler
- 1964: Thomas Glas, deutscher Maler und Grafikdesigner
- 1964: Mark Gregory, italienischer Schauspieler
- 1964: Thomas Hertzler, deutscher Entwickler von Computerspielen
- 1964: Jan Kounen, französischer Filmregisseur und Filmproduzent

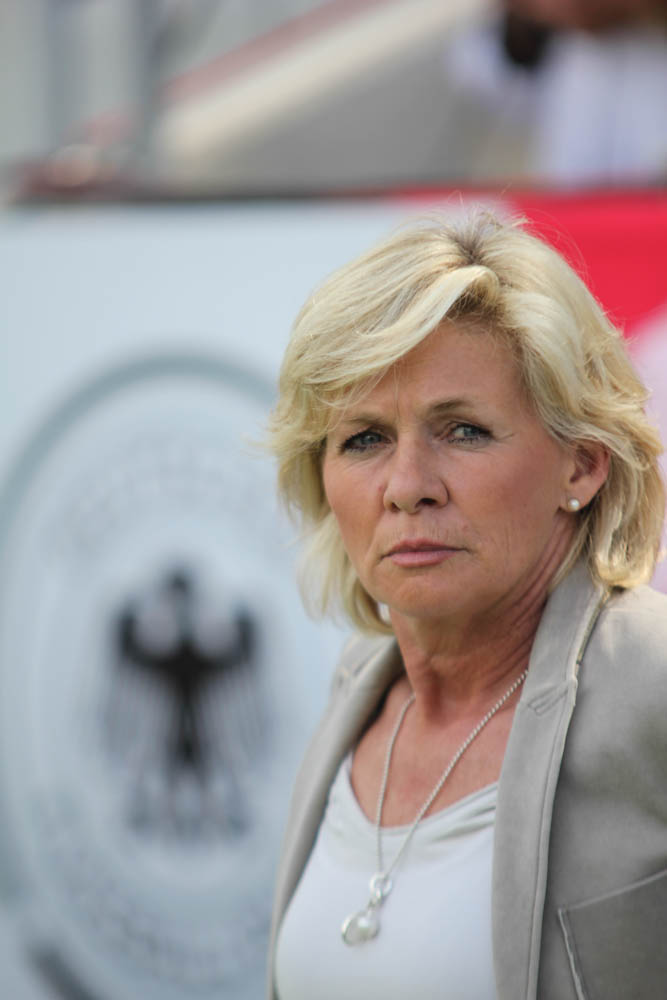
Silvia Neid (* 1964)

- 1964: Silvia Neid, deutsche Fußballspielerin und -trainerin
- 1964: Ilka Neuenhaus, deutsche Juristin und Politikerin
- 1964: Peter Niesen, deutscher Professor
- 1964: Ricki Osterthun, deutscher Tennisspieler
- 1964: Uwe Schneider, deutscher Hörfunkjournalist und Medienmanager
- 1964: Oliver Sträter, deutscher Psychologe und Professor
- 1965: Ari Lehman, US-amerikanischer Schauspieler und Musiker
- 1966: Iulia Cibișescu-Duran, rumänische Komponistin
- 1966: Kristin von der Goltz, deutsch-norwegische Cellistin
- 1966: Belinda Stronach, kanadische Geschäftsfrau und Politikerin
- 1967: Judith Adlhoch, deutsche Fernsehmoderatorin, Produzentin, Drehbuchautorin und Regisseurin
- 1967: Luigi Apolloni, italienischer Fußballspieler und -trainer
- 1967: Thomas Audehm, deutscher Fußballspieler
- 1967: Masami Kageyama, japanischer Autorennfahrer
- 1967: Sven Plöger, deutscher Meteorologe und Moderator
- 1968: Jeff Agoos, US-amerikanischer Fußballspieler und Manager
- 1968: Annette Wille, deutsche Juristin und Richterin am Bundesgerichtshof
- 1969: Ahmed Marcouch, marokkanisch-niederländischer Politiker
- 1969: Boris Kastner-Jirka, österreichischer Sportmoderator
- 1970: Adnan Kevrić, bosnisch-herzegowinischer Fußballspieler
- 1970: Yvan Quentin, Schweizer Fußballspieler
- 1971: Claudia Dreher, deutsche Leichtathletin
- 1971: Ana Miranda Paz, spanische Politikerin
- 1972: Alec Empire, deutscher Musiker

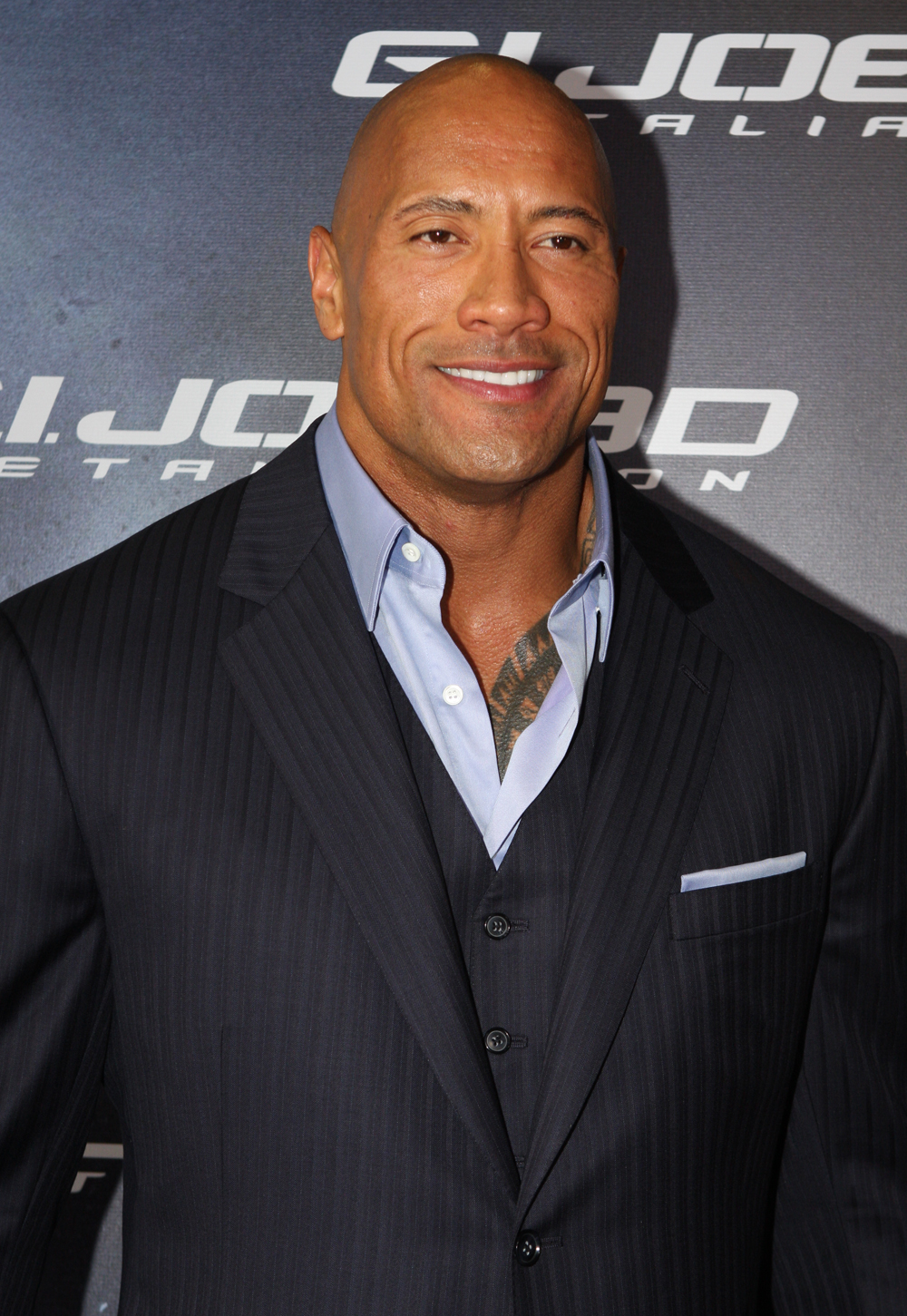
Dwayne Johnson (* 1972)

- 1972: Dwayne Johnson, US-amerikanischer Wrestler und Filmschauspieler
- 1972: Paultheo von Zezschwitz, deutscher Chemiker und Unternehmer
- 1972: Steffen Ziesche, deutscher Eishockeyspieler
- 1973: Hurl Beechum, US-amerikanisch-deutscher Basketballspieler
- 1973: Jarred Blancard, kanadischer Schauspieler
- 1973: Florian Henckel von Donnersmarck, deutscher Filmemacher, Regisseur und Drehbuchautor
- 1973: Leon Nzama-Nawezhi, sambischer Boxer
- 1973: Didier Plaschy, Schweizer Skirennfahrer
- 1973: Mattia Zappa, Schweizer Cellist
- 1974: Laura Dünnwald, deutsche Journalistin und Fernsehmoderatorin
- 1974: Martin Rummel, österreichischer Cellist
- 1974: James Thierrée, Schweizer Akrobat, Tänzer, Musiker, Schauspieler und Filmschauspieler

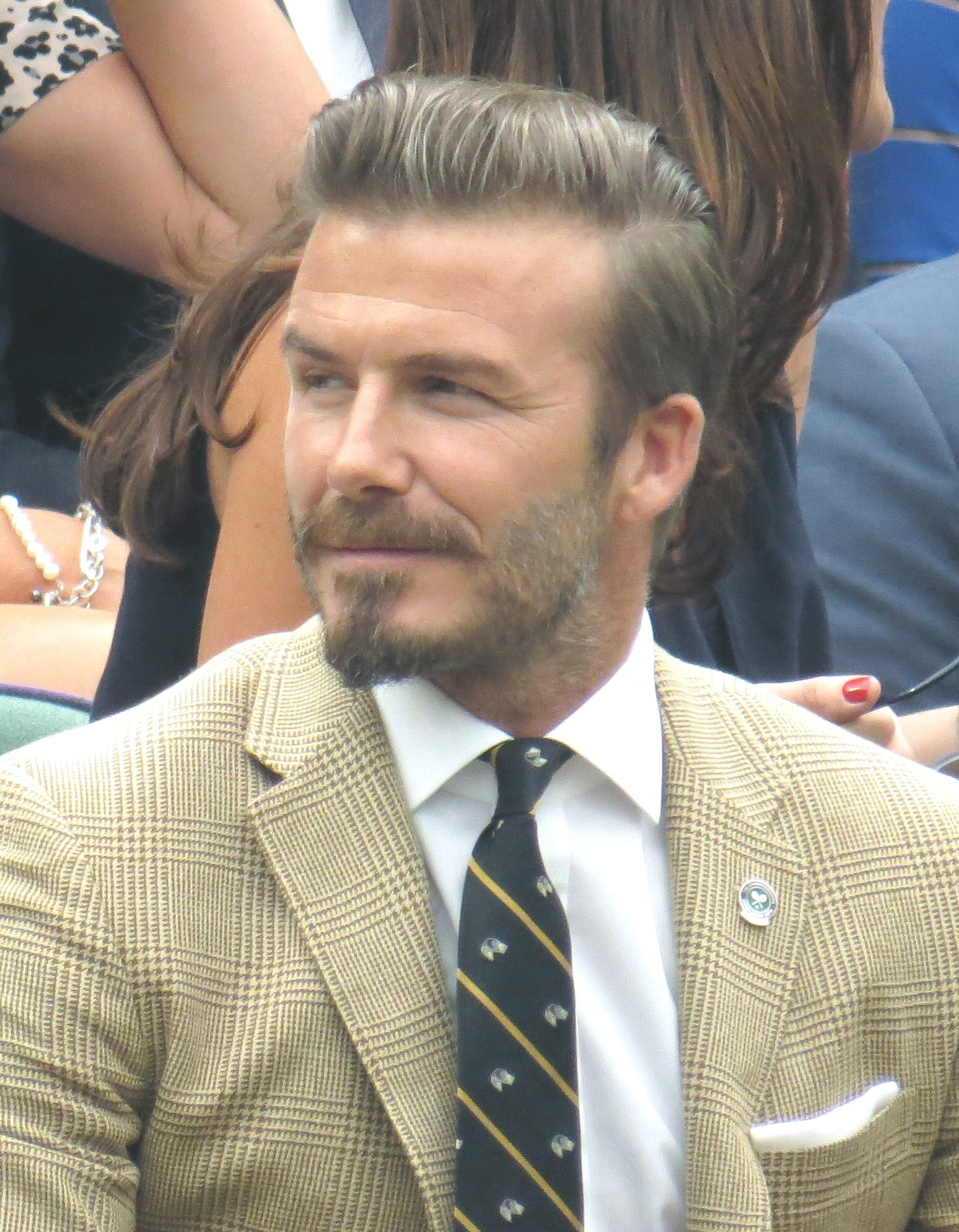
David Beckham (* 1975)

- 1975: David Beckham, englischer Fußballspieler
- 1975: Ahmed Hassan, ägyptischer Fußballspieler
- 1975: Marco Kutscher, deutscher Springreiter
- 1975: David Morneau, US-amerikanischer Komponist
- 1975: Nathalie zu Sayn-Wittgenstein-Berleburg, deutsch-dänische Dressurreiterin

#### 1976–2000
- 1976: Wahyu Agung, indonesischer Badmintonspieler
- 1976: Sabina Hank, österreichische Sängerin, Pianistin und Komponistin
- 1976: Rikke Hørlykke, dänische Handballspielerin
- 1976: Cordelia Wege, deutsche Film- und Fernsehschauspielerin
- 1977: Jan Fitschen, deutscher Langstreckenläufer

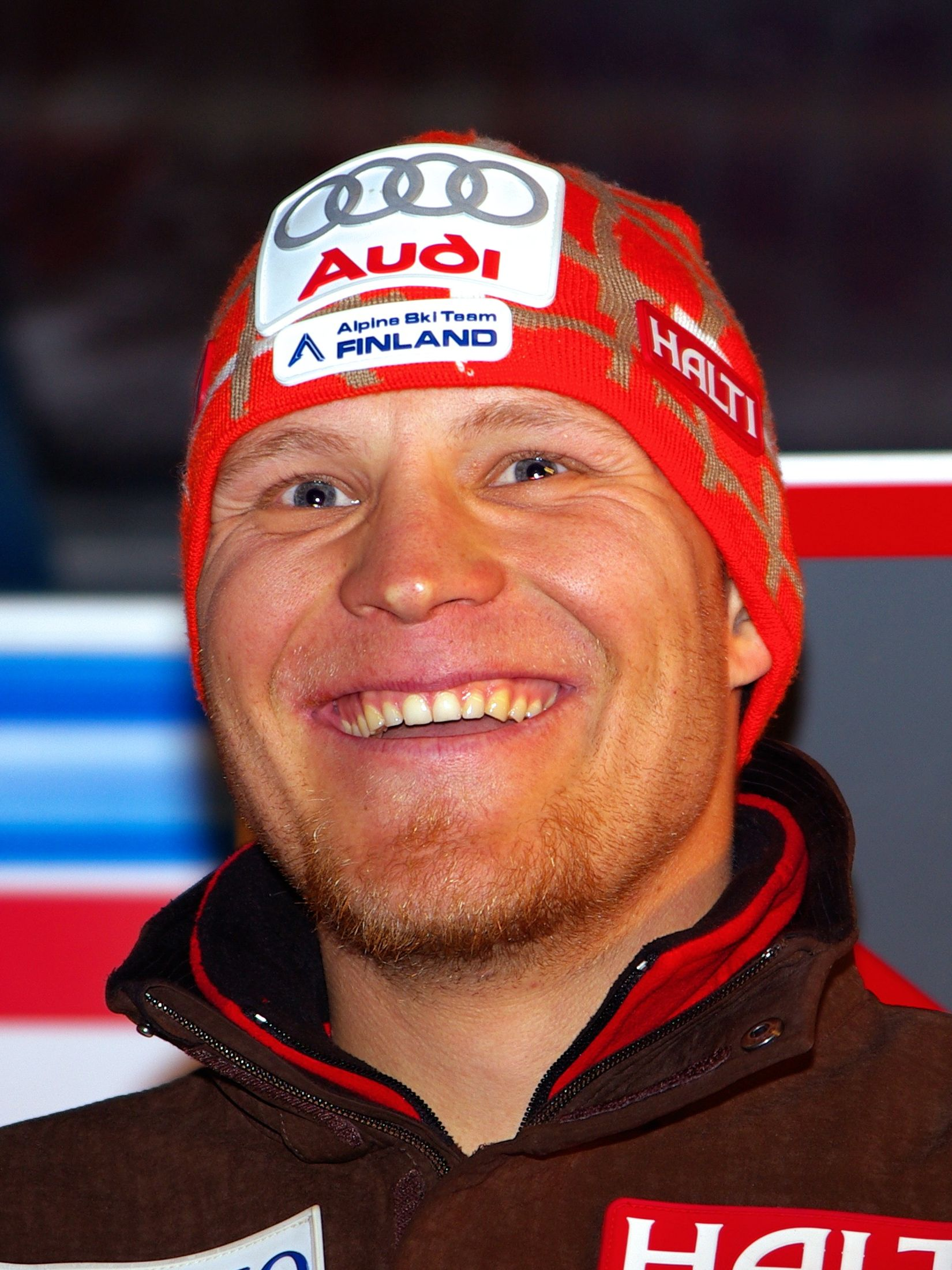
Kalle Palander (* 1977)

- 1977: Kalle Palander, finnischer Skirennläufer
- 1977: Sandra Maria Schlegel, deutsche Schauspielerin
- 1978: Rolf Ineichen, Schweizer Unternehmer und Autorennfahrer
- 1978: Sascha Karabey, deutscher Standardtänzer
- 1979: Juan Ramón Curbelo, uruguayischer Fußballspieler
- 1979: Alessandro Di Martile, italienischer Fußballspieler
- 1979: Andreas Schranz, österreichischer Fußballspieler
- 1979: Mehmet Turgut, kurdischer Verkäufer in Rostock; Mordopfer des NSU
- 1980: Tim Borowski, deutscher Fußballspieler
- 1980: Martina Majerle, kroatische Sängerin
- 1980: Nicole Süßmilch, deutsche Nachwuchssängerin
- 1981: Michael Gspurning, österreichischer Fußballspieler
- 1981: Tiago, portugiesischer Fußballspieler
- 1982: Timothy Benjamin, britischer Leichtathlet
- 1982: Lázaro Bruzón, kubanischer Schachspieler
- 1982: Blythe Hartley, kanadische Wasserspringerin

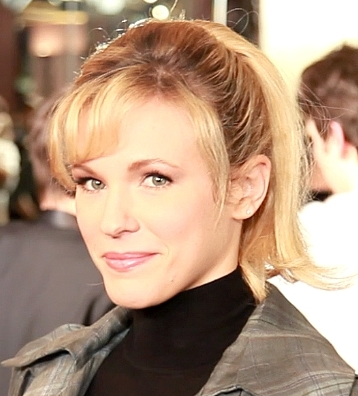
Lorie (* 1982)

- 1982: Lorie, französische Sängerin
- 1983: José Luis Amezcua Melgoza, mexikanischer Priester
- 1983: Derek Boateng, ghanaischer Fußballspieler
- 1983: Elizabeth Ho, US-amerikanische Schauspielerin
- 1983: Michael Lejan, belgischer Fußballspieler
- 1983: Tina Maze, slowenische Skirennläuferin
- 1983: Christa Rigozzi, Schweizer Moderatorin und Schönheitskönigin
- 1983: Daniel Sordo, spanischer Rallyefahrer
- 1983: Mónica Vergara, mexikanische Fußballspielerin
- 1984: Fabian Barbiero, australischer Fußballspieler
- 1984: Katrin Engel, österreichische Handballspielerin
- 1984: Saulius Mikoliūnas, litauischer Fußballspieler
- 1984: Marie-Luise Schramm, deutsche Schauspielerin
- 1984: Thabo Sefolosha, Schweizer Basketballspieler
- 1985: Lily Allen, britische Popsängerin
- 1985: Federico Almerares, argentinisch-italienischer Fußballspieler
- 1985: Antonios Antoniadis, belgischer Politiker
- 1985: Mario Gyr, Schweizer Ruderer
- 1985: Sarah Hughes, US-amerikanische Eiskunstläuferin
- 1985: Trine Troelsen, dänische Handballspielerin
- 1986: Karim Aouadhi, tunesischer Fußballspieler
- 1986: Sani Kaita, nigerianischer Fußballspieler

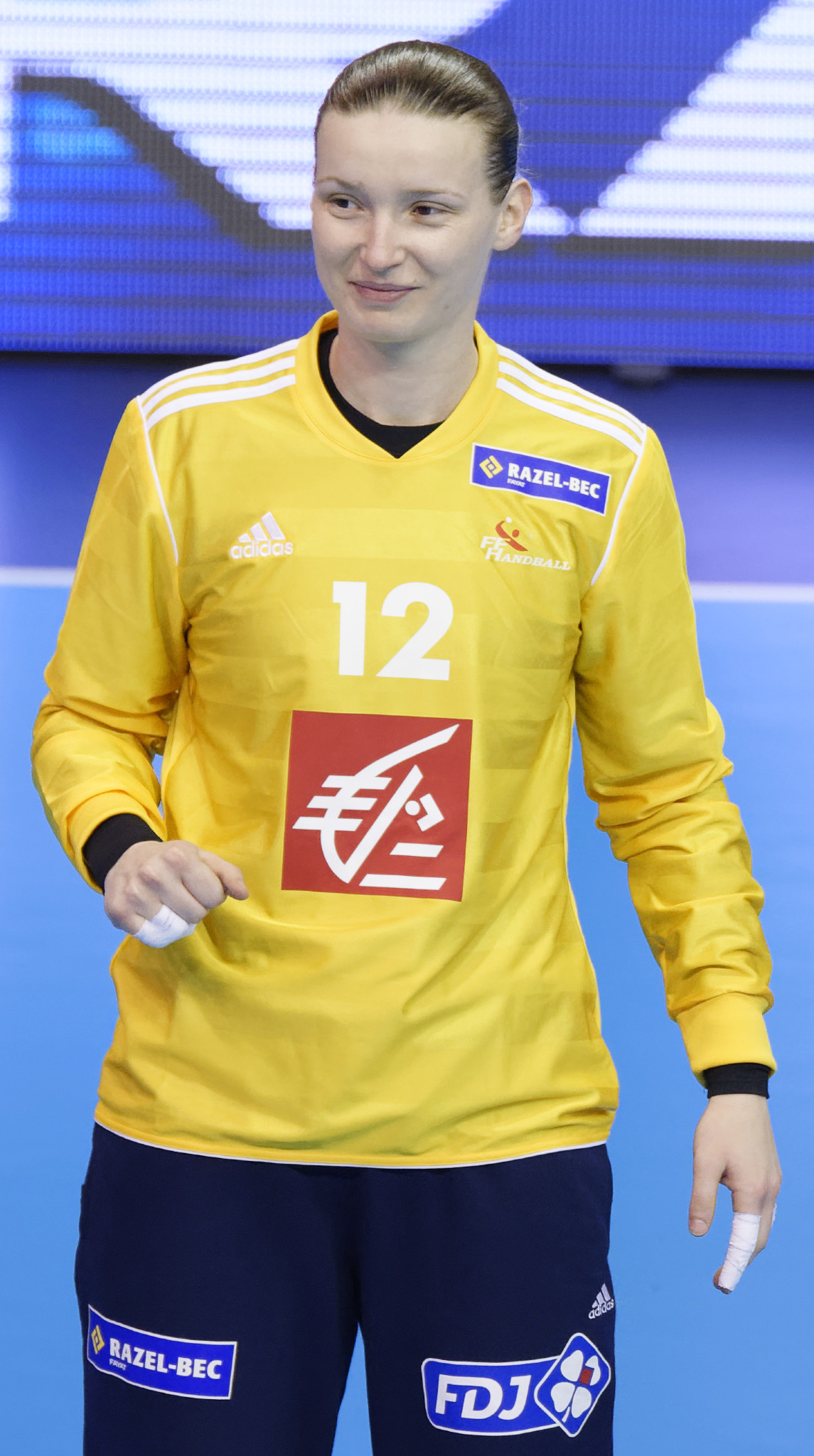
Amandine Leynaud (* 1986)

- 1986: Amandine Leynaud, französische Handballspielerin
- 1986: Johannes Müller, deutscher Handballspieler
- 1987: Johan Andersson, schwedischer Eishockeyspieler
- 1987: Adrian Coriolan Gaspar, österreichischer Jazz-Pianist und Komponist
- 1987: Tomer Hemed, israelischer Fußballspieler
- 1987: Pat McAfee, US-amerikanischer American-Football-Spieler
- 1987: Lara Stoll, Schweizer Slam-Poetin, Filmemacherin, Schauspielerin und Autorin
- 1988: Jerry Akaminko, ghanaischer Fußballspieler
- 1988: Fabian Lustenberger, Schweizer Fußballspieler
- 1989: Shaban Ismaili, albanischer Fußballspieler
- 1989: Fwayo Tembo, sambischer Fußballspieler
- 1990: Zubayr Amiri, afghanischer Fußballspieler
- 1990: Albert Costa, spanischer Rennfahrer
- 1990: Annemarie Eilfeld, deutsche Sängerin und Songschreiberin
- 1990: Erwin Feuchtmann Perez, chilenischer Handballspieler
- 1990: Francesco Friedrich, deutscher Bobfahrer
- 1990: Kay Panabaker, US-amerikanische Schauspielerin
- 1990: Paul George, US-amerikanischer Basketballspieler
- 1990: Andrea Sixtos, US-amerikanische Schauspielerin
- 1990: Jelle van Dael, belgische Sängerin
- 1991: Janis Blaswich, deutscher Fußballtorhüter
- 1991: Sebastian Hertner, deutscher Fußballspieler
- 1991: Deleila Piasko, Schweizer Schauspielerin
- 1992: Samuele Buttarelli, italienischer Rennfahrer

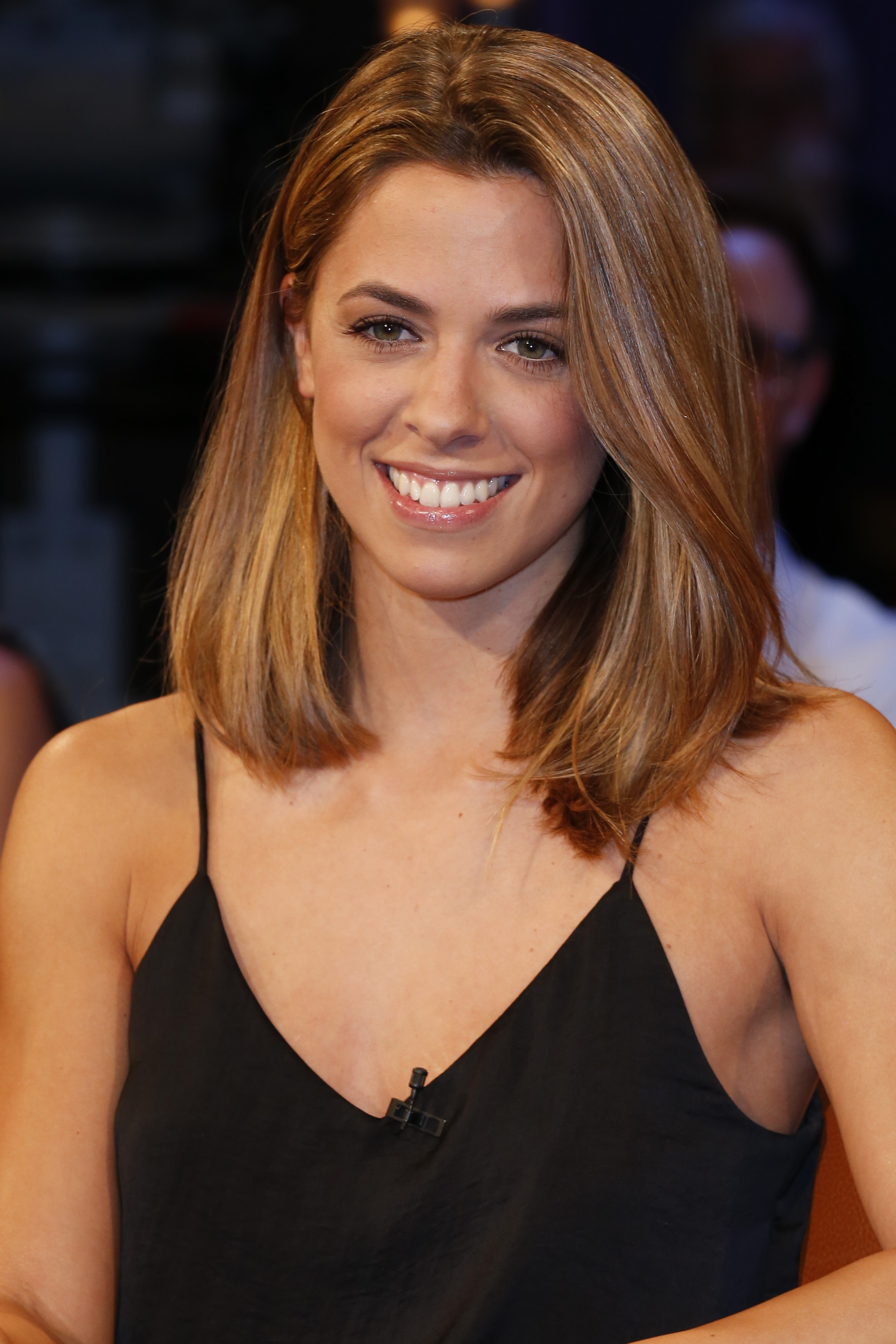
Vanessa Mai (* 1992)

- 1992: Vanessa Mai, deutsche Sängerin
- 1994: Sven Gielnik, deutscher Schauspieler, Drehbuchautor und Regisseur
- 1995: Skye Bennett, britische Schauspielerin
- 1996: Julian Brandt, deutscher Fußballspieler
- 1996: Lisa Mayer, deutsche Leichtathletin
- 1998: Benedict Dos Santos, deutscher Fußballspieler
- 1998: Mats Köhlert, deutscher Fußballspieler und Schauspieler
- 1999: Marie Borchardt, deutsche Schauspielerin
- 1999: Iwan Sergejewitsch Kakowski, russischer Snookerspieler
- 1999: Ifeatu Melifonwu, US-amerikanischer American-Football-Spieler
- 2000: Lena Lattwein, deutsche Fußballspielerin

### 21. Jahrhundert
- 2001: Paula Hartmann, deutsche Schauspielerin
- 2002: Skelly Alvero, französischer Fußballspieler
- 2005: Jak Crawford, US-amerikanischer Automobilrennfahrer
- 2015: Charlotte of Cambridge, britische Prinzessin

## Gestorben

### Vor dem 15. Jahrhundert
- 0373: Athanasius der Große, Bischof und Theologe
- 0756: Shōmu, 45. Kaiser von Japan
- 0907: Boris I., Herrscher und erster christlicher Zar von Bulgarien, Heiliger
- 1109: Ruthard, Erzbischof von Mainz
- 1142: Konrad von Querfurt, Erzbischof von Magdeburg
- 1149: Roger III., Herzog von Apulien
- 1196: Otto VI., Bischof von Bamberg
- 1202: Fulko von Neuilly, französischer Kreuzzugsprediger
- 1230: William de Braose, 7. Baron of Bramber, cambro-normannischer Adeliger
- 1250: Turan Schah, Sultan der Ayyubiden in Ägypten
- 1292: Konrad II., Herzog von Teck
- 1293: Meir von Rothenburg, deutscher Rabbiner und Talmudgelehrter
- 1302: Blanche d’Artois, Regentin von Navarra und Champagne
- 1308: Berthold II., Abt von St. Blasien
- 1313: Ludwig, Graf von Arnsberg
- 1359: Johann I., Graf von Henneberg-Schleusingen
- 1398: Dietrich III. von Limburg-Styrum, deutscher Adeliger, Graf von Limburg und Herr von Styrum

### 15. bis 18. Jahrhundert
- 1405: Philippe de Mézières, französischer Soldat, Diplomat und Schriftsteller
- 1430: Giovanni di Francesco Toscani, italienischer Maler
- 1437: Gjon Kastrioti I., albanischer Fürst
- 1450: Paul von Miličin und Talmberg, Bischof von Olmütz
- 1450: William de la Pole, 1. Duke of Suffolk, englischer Adeliger und Heerführer im Hundertjährigen Krieg
- 1459: Antoninus von Florenz, italienischer Theologe, Prior und Erzbischof
- 1491: Dierick Bouts der Jüngere, niederländischer Maler
- 1495: Georg Altdorfer, Bischof von Chiemsee
- 1506: Johann Steinwert von Soest, deutscher Sänger, Dichter und Arzt

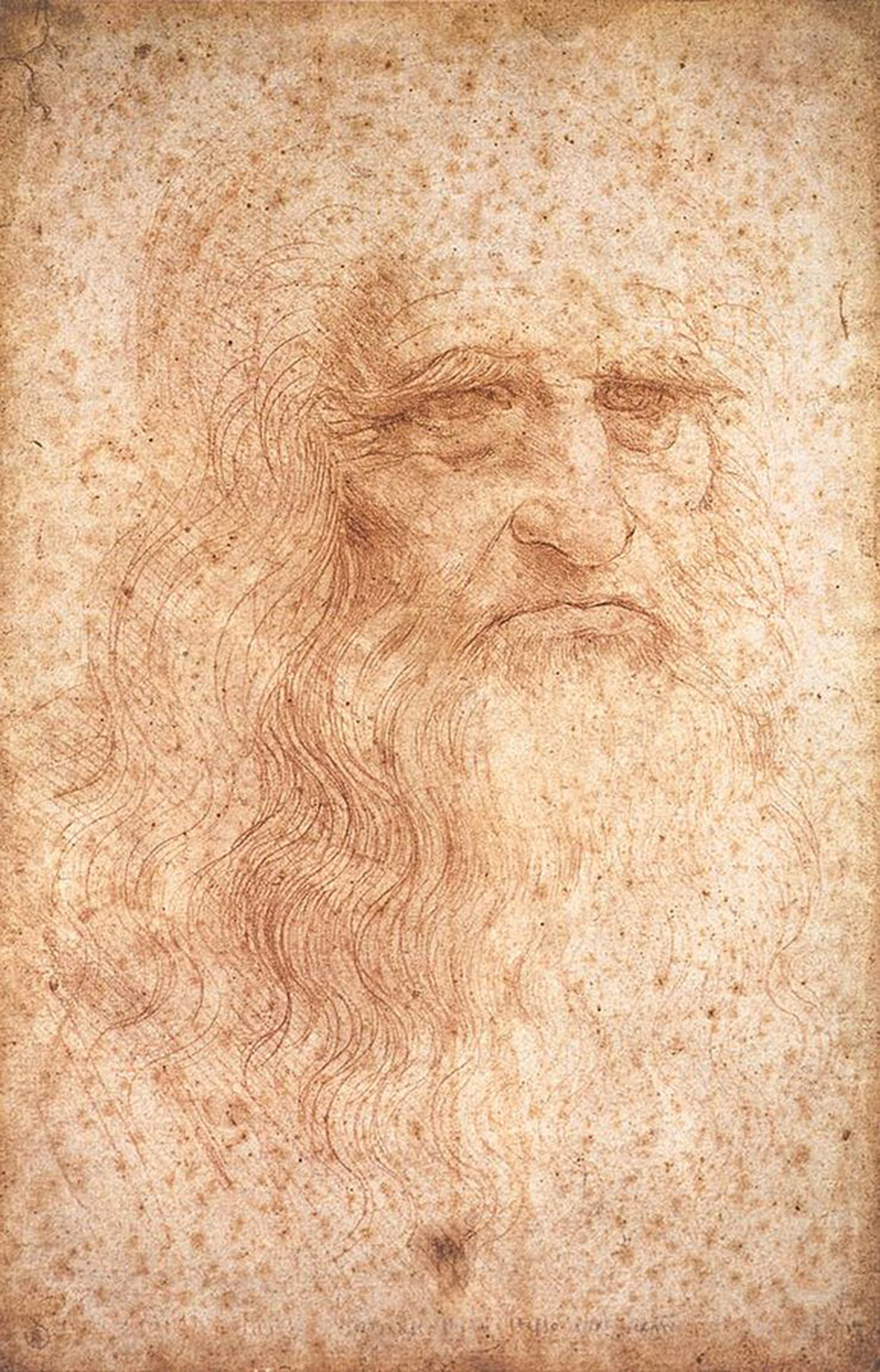
Leonardo da Vinci († 1519)

- 1519: Leonardo da Vinci, italienischer Künstler und Universalgelehrter
- 1535: Elisabeth Cruciger, deutsche evangelische Dichterin geistlicher Lieder
- 1547: Caspar Borner, deutscher lutherischer Theologe, Humanist und Reformator
- 1576: Bartholomäus von Carranza, Erzbischof von Toledo
- 1585: Friedrich Widebrand, deutscher evangelischer Theologe
- 1592: Johann IV. von Manderscheid-Blankenheim, Bischof von Straßburg
- 1605: Georg Gadner, württembergischer Kartograph, Chronist und Geograph
- 1611: Heinrich Compenius der Ältere, deutscher Orgelbauer, Organist und Komponist
- 1618: Kaspar Brack, Abt des Zisterzienserklosters in Ebrach
- 1627: Lodovico Grossi da Viadana, italienischer Komponist und Mitglied des Franziskaner-Observanten-Ordens
- 1635: Horace Vere, 1. Baron Vere of Tilbury, englischer Heerführer
- 1648: Johann Quistorp der Ältere, deutscher Theologieprofessor, Rektor der Universität Rostock
- 1655: Joachim Andreae, niederländischer Politiker, Diplomat und Richter
- 1667: George Wither, englischer Dichter
- 1689: Wilhelm Leyser II., deutscher Jurist und Rechtswissenschaftler
- 1691: Konstantin Ziegra, deutscher Physiker und lutherischer Theologe
- 1693: Ernst I., Landgraf von Hessen-Rheinfels-Rotenburg
- 1697: Simon Heinrich zur Lippe-Detmold, Landesherr der Grafschaft Lippe-Detmold
- 1699: Wilhelm von Fürstenberg, Dompropst in Münster und Paderborn, Domdechant in Salzburg
- 1720: Claude Delisle, französischer Geograph und Historiker
- 1722: Gian Carlo Cailò, italienischer Violinist und Komponist
- 1723: Christoph, Prinz und Markgraf von Baden-Durlach
- 1727: Giuseppe Maria Jacchini, italienischer Cellist und Komponist
- 1743: Rafael Casanova i Comes, katalanischer Jurist und Politiker
- 1743: Christian August Hausen der Jüngere, deutscher Mathematiker, Mineraloge, Astronom und Physiker
- 1751: Maria Maddalena Musi, genannt „la Mignatta“, italienische Opernsängerin (Sopran)
- 1754: Wenzel Chotek von Chotkow, österreichischer Statthalter im Königreich Böhmen
- 1777: Johann Joachim Gottlob am Ende, deutscher Theologe und Lehrer
- 1790: Philipp Matthäus Hahn, deutscher Pfarrer, Konstrukteur und Erfinder
- 1790: Viktor Amadeus, Prinz von Anhalt-Bernburg-Schaumburg-Hoym und russischer General
- 1798: Maarten Willem Houttuyn, niederländischer Arzt und Naturforscher

### 19. Jahrhundert
- 1801: Johann Christoph Richter, deutscher Kaufmann und Kommunalpolitiker
- 1803: Friedrich Gedike, deutscher Pädagoge und Bildungspolitiker
- 1813: August Ferdinand von Preußen, preußischer Generalmajor
- 1814: Nicholas Gilman, US-amerikanischer Politiker
- 1817: Philipp Jacob Piderit, deutscher Mediziner
- 1818: Alexander Graydon, amerikanischer Jurist, Schriftsteller und Militär
- 1818: Herman Willem Daendels, niederländischer General und Generalgouverneur von Niederländisch-Indien
- 1818: Friedrich von Wendt, deutscher Mediziner
- 1819: Mary Moser, englische Malerin des Klassizismus, Gründungsmitglied der Royal Academy of Arts
- 1823: Johann Andreas Goll, deutscher Orgelbauer
- 1826: Antoni Malczewski, polnischer Dichter
- 1828: Raymond de Sèze, französischer Jurist
- 1829: Caspar Hilt, deutscher Jurist

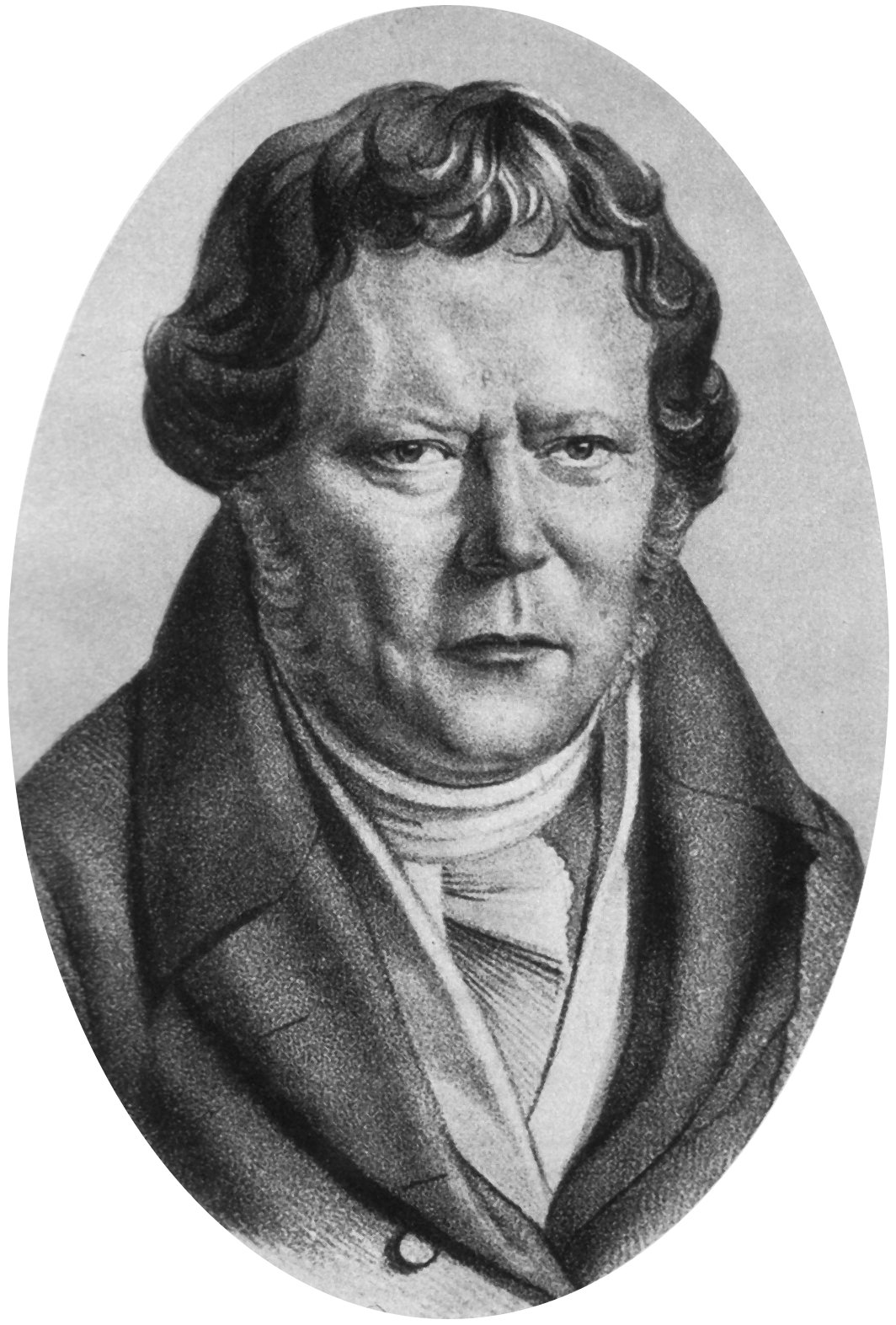
Johann Heinrich Ferdinand Autenrieth († 1835)

- 1835: Johann Heinrich Ferdinand Autenrieth, württembergischer Mediziner
- 1835: Chrysologus Heimes, deutscher Franziskanerpater, Organist, Orgelsachverständiger und Komponist
- 1840: Ferdinand von Schau, deutscher Offizier und Landrat
- 1845: August Friedrich Pauly, deutscher Philologe
- 1845: Guillaume de Vaudoncourt, französischer General und Kriegshistoriker
- 1852: John Dalrymple, englischer Augenarzt
- 1854: Sulpiz Boisserée, deutscher Architekt
- 1857: Frederick Scott Archer, britischer Bildhauer und Fotopionier
- 1857: Alfred de Musset, französischer Schriftsteller
- 1858: Albrecht von Alvensleben, preußischer Finanzminister
- 1862: Jacobus Ludovicus Conradus Schroeder van der Kolk, niederländischer Mediziner
- 1864: Karl August Auberlen, deutscher Theologe
- 1864: Giacomo Meyerbeer, deutscher Komponist und Dirigent
- 1866: Bernhard Peters, deutscher Maler, Zeichner und Zeichenlehrer
- 1869: Franz Xaver Bobleter, österreichischer Maler
- 1869: Alexander Sergejewitsch Menschikow, russischer General, Admiral und Staatsmann
- 1880: Eberhard Anheuser, deutscher Unternehmer und Brauereibesitzer
- 1883: Hans Christian Hansen, dänischer Baumeister
- 1886: Isabella Braun, deutsche Jugendbuchautorin
- 1892: Hermann Burmeister, deutscher Südamerikaforscher
- 1892: Wilhelm Rust, deutscher Komponist und Thomaskantor
- 1895: Charles Abel, französisch-deutscher Rechtsanwalt, MdR
- 1897: Ernst Anton Zündt, deutscher Schriftsteller
- 1899: Eduard von Simson, deutscher Jurist und Politiker
- 1900: Lars Oftedal, norwegischer Pfarrer, Redakteur und Politiker
- 1900: Iwan Konstantinowitsch Aiwasowski, russischer Marinemaler

### 20. Jahrhundert

#### 1901–1950
- 1901: Annie Kalmar, deutsche Theaterschauspielerin
- 1902: Henry Schenck Harris, US-amerikanischer Politiker
- 1904: Mathilde Esch, mährische Genremalerin
- 1907: Rudolf Baier, deutscher Museumsgründer und -direktor
- 1909: Manuel Amador Guerrero, panamaischer Staatspräsident
- 1909: Józef Szczepkowski, polnischer Opernsänger
- 1911: Otto Lueger, Professor der Wasserbautechnik

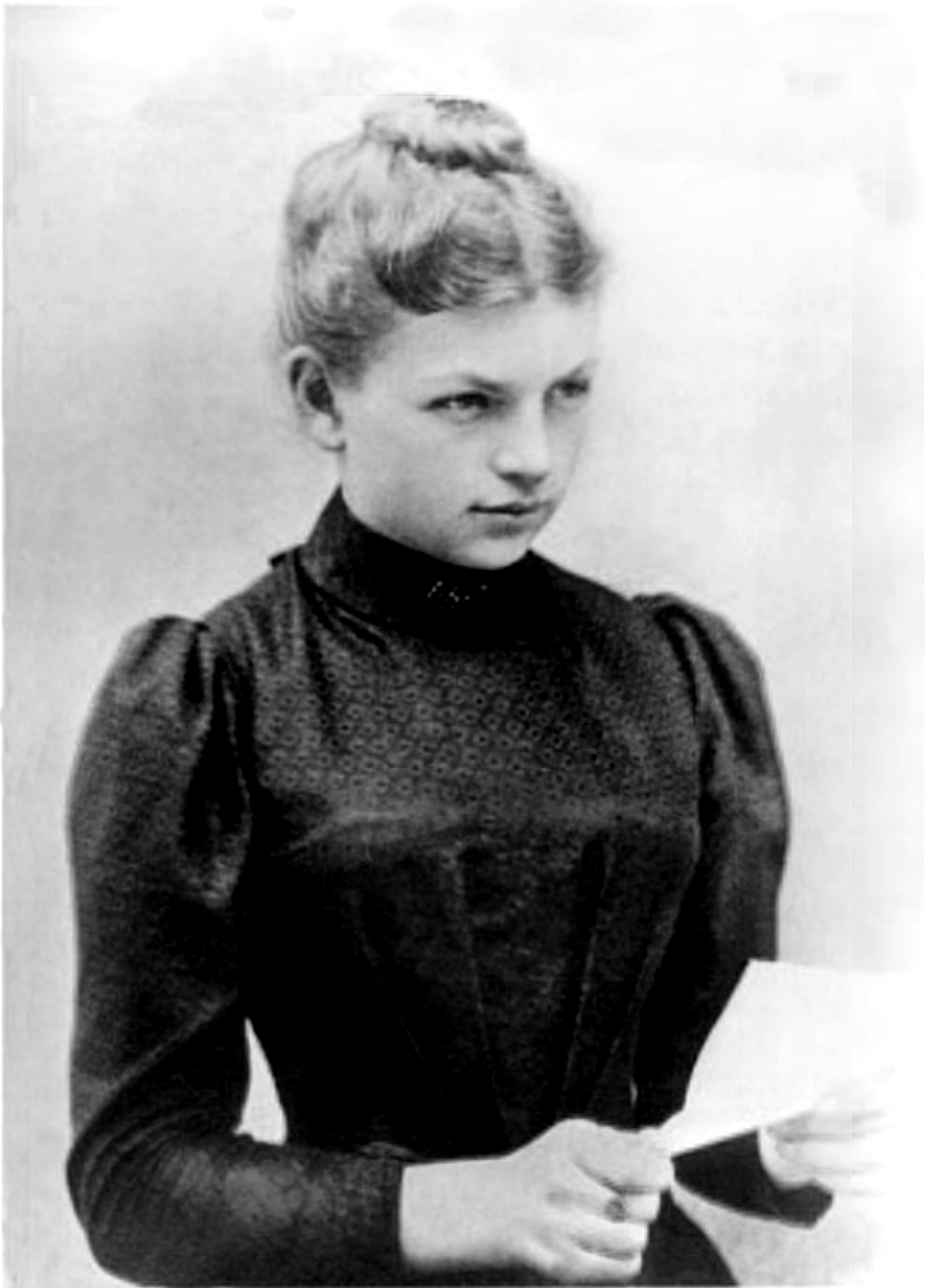
Clara Immerwahr († 1915)

- 1915: Clara Immerwahr, deutsche Chemikerin, Frauenrechtlerin und Pazifistin, eine der ersten Frauen in Deutschland mit Doktortitel
- 1916: Jules Blanchard, französischer Bildhauer
- 1918: Guido von Gillhaußen, deutscher Offizier und Kriegspoet
- 1919: Felix von Arnim, preußischer Offizier und Kammerherr
- 1919: Ernst Camerer. deutscher Rechtsanwalt und Vereinsfunktionär
- 1919: Gustav Landauer, deutscher Theoretiker und Aktivist des Anarchismus
- 1921: Jakob Lutz, Schweizer Lehrer und Politiker
- 1924: Charles Eugene Lancelot Brown, Schweizer Maschinenkonstrukteur
- 1924: Edith Maryon, englische Bildhauerin
- 1925: Johann Palisa, österreichischer Astronom
- 1930: Isidor Gunsberg, ungarisch-britischer Schachspieler
- 1933: Léon Saint-Paul, französischer Autorennfahrer
- 1935: Philipp Siesmayer, deutscher Gartenarchitekt
- 1936: Robert Michels, deutscher Soziologe
- 1940: Jean-François-Charles Amet, französischer Vizeadmiral und Alliierter Hochkommissar in Konstantinopel
- 1941: Ignacy Popiel, polnischer Schachspieler
- 1944: Paul Max Eugen Adloff, deutscher Zahnmediziner und Anthropologe
- 1944: Erich Knauf, deutscher Journalist, Schriftsteller und Liedtexter

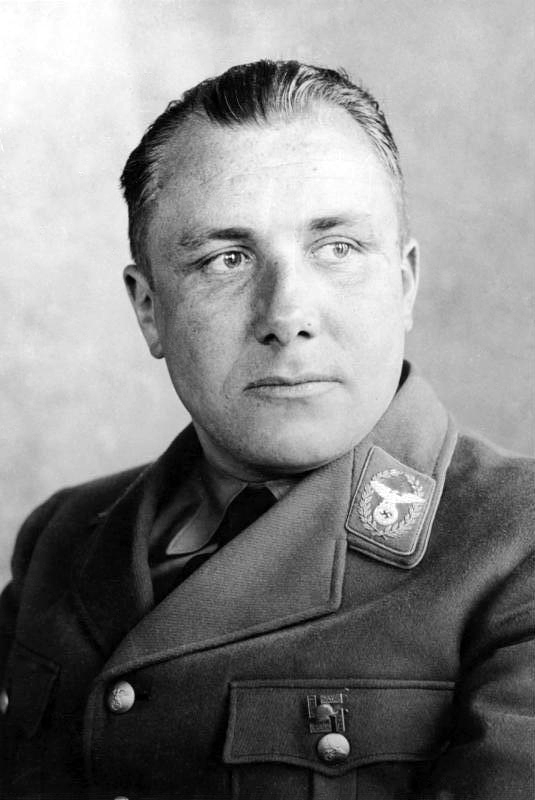
Martin Bormann († 1945)

- 1945: Martin Bormann, deutscher Leiter der Parteikanzlei der NSDAP, Kriegsverbrecher
- 1945: Marianne Grunthal, deutsche Lehrerin, NS-Opfer
- 1945: Walter Hewel, Fahnenträger beim Hitlerputsch
- 1945: Karel Hiršl, tschechoslowakischer Widerstandskämpfer
- 1945: Paul Korff, deutscher Baumeister und Architekt
- 1945: Friedo Lampe, deutscher Schriftsteller
- 1945: Ludwig Stumpfegger, deutscher Begleitarzt im Stab des Reichskanzlers
- 1947: Dorothea Binz, deutsche Oberaufseherin im KZ Ravensbrück
- 1947: Grete Boesel, deutsche Aufseherin im KZ Ravensbrück
- 1949: Helen Abbot Merrill, US-amerikanische Mathematikerin
- 1950: Abraham Asscher, niederländischer Diamantenhändler und Politiker
- 1950: Paul Eugen Sieg, deutscher Physiker und Schriftsteller

#### 1951–2000
- 1952: Leopold van Itallie, niederländischer Pharmakologe und Toxikologe
- 1953: Käte Duncker, deutsche Politikerin
- 1957: Gilberte de Courgenay, Schweizer Soldatenidol
- 1957: Tadeusz Kassern, polnischer Komponist
- 1957: Otto Lenz, deutscher Politiker

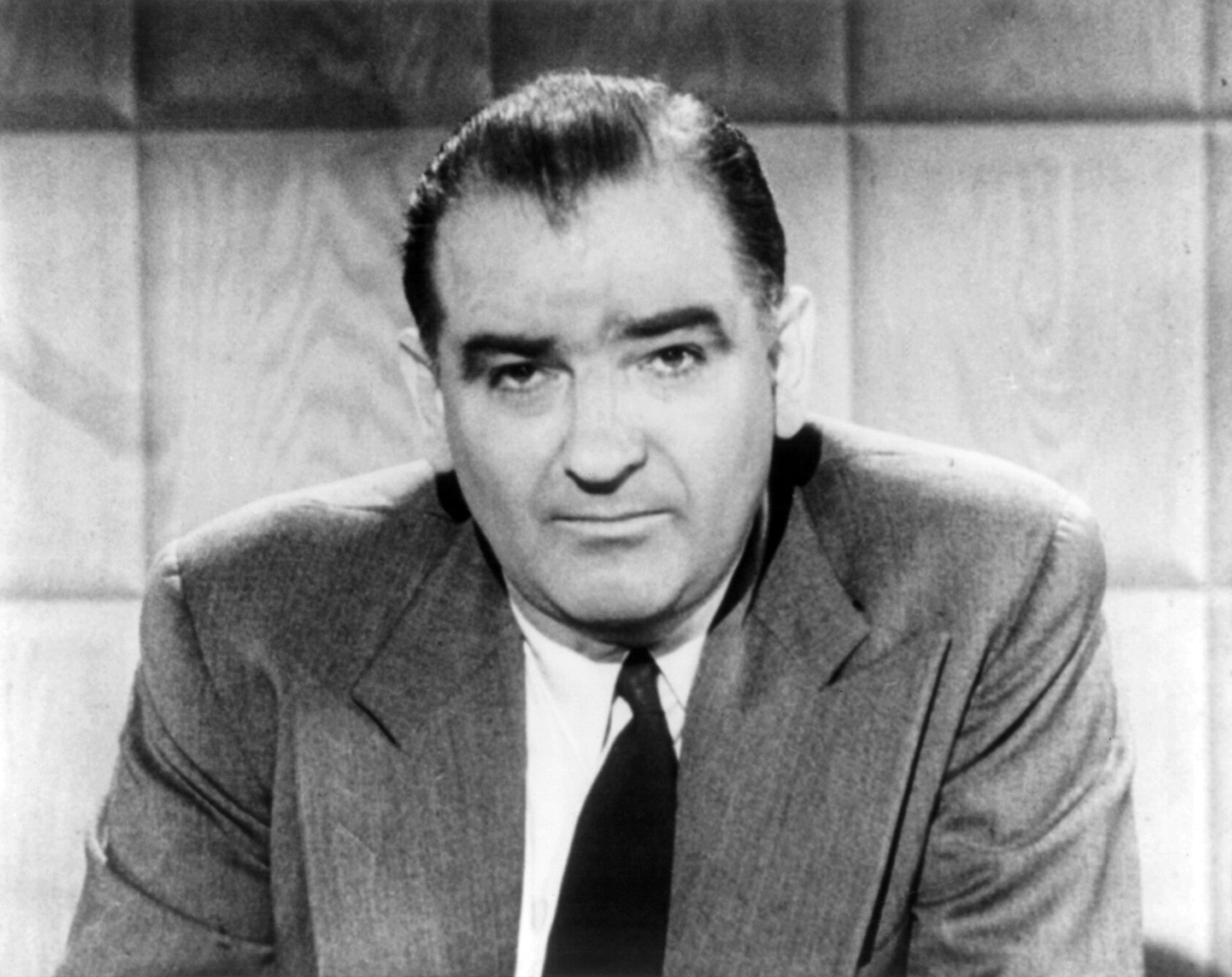
Joseph McCarthy († 1957)

- 1957: Joseph McCarthy, US-amerikanischer Senator (Kommunistenjäger)
- 1958: Alfred Weber, deutscher Nationalökonom, Soziologe und Kulturphilosoph
- 1960: Hans Joachim Iwand, deutscher Theologe
- 1961: Egon Lustgarten, österreichischer Dirigent und Komponist
- 1963: Fritz Horn, deutscher Luftfahrtpionier
- 1963: Tomáš Vačkář, tschechischer Komponist
- 1964: Nancy Astor, britische Politikerin
- 1964: Julia Nava de Ruisánchez, mexikanische Revolutionärin
- 1967: Ernst Friedrich, anarchistischer Pazifist
- 1967: Wilhelm Schröder, deutscher Soldat und Minister in der DDR

Franz von Papen († 1969)

- 1969: Franz von Papen, deutscher Politiker, Reichskanzler, stellv. Reichskanzler im Kabinett Hitler
- 1969: Robert Arthur, US-amerikanischer Schriftsteller
- 1972: Hugo Hartung, deutscher Schriftsteller
- 1972: J. Edgar Hoover, US-amerikanischer Begründer und Direktor des FBI
- 1973: Sándor Hautzinger, ungarischer Ruderer, Ringer und Bandyspieler
- 1973: Georg Graf Henckel von Donnersmarck, deutscher Politiker, MdB
- 1974: Theo Eble, Schweizer Maler und Grafiker
- 1975: Shantaram Athavale, indischer Liedtexter, Filmregisseur, Dokumentarfilmer, Dichter und Autor
- 1977: Isidor Markowitsch Annenski, sowjetischer Regisseur
- 1978: Jimmy Davidson, kanadischer Bandleader, Jazzkornettist und -sänger
- 1979: Giulio Natta, italienischer Chemiker, Nobelpreisträger
- 1980: Théophile Alajouanine, französischer Neurologe und Autor, Wegbereiter der französischen Psychiatrie
- 1981: David Wechsler, US-amerikanischer Psychologe

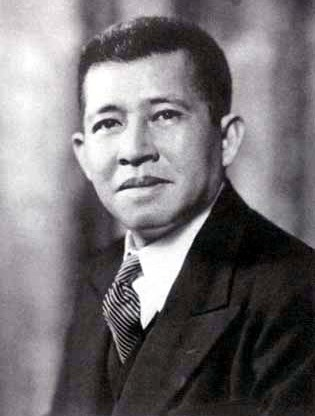
Pridi Phanomyong († 1983)

- 1983: Pridi Phanomyong, thailändischer Premierminister
- 1983: Egon Strohm, deutscher Journalist, Schriftsteller und Übersetzer
- 1985: Attilio Bettega, italienischer Rallyefahrer
- 1986: Chester Bowles, US-amerikanischer Politiker
- 1986: Henri Toivonen, finnischer Rallyefahrer
- 1989: Meindert Boekel, niederländischer Komponist
- 1989: Weniamin Alexandrowitsch Kawerin, russischer Schriftsteller, Jugendbuchautor
- 1989: Giuseppe Siri, italienischer Kardinal
- 1990: William L. Dawson, US-amerikanischer Komponist, Chorleiter und Musikpädagoge
- 1991: Charles Kaufman, US-amerikanischer Drehbuchautor
- 1992: Anton Lutz, österreichischer Maler
- 1993: Eddie Hertzberger, niederländischer Unternehmer und Autorennfahrer
- 1993: Karl-Friedrich Merten, deutscher Marineoffizier und U-Boot-Kommandant
- 1993: André Moynet, französischer Flieger im Zweiten Weltkrieg, Politiker und Autorennfahrer
- 1995: Michael Hordern, britischer Schauspieler
- 1995: Werner Veigel, deutscher Nachrichtensprecher und Radiomoderator
- 1996: Christopher Bird, US-amerikanischer Botaniker und Schriftsteller
- 1996: Hubertus Großler, deutscher Generalmajor des Heeres der Bundeswehr, Abteilungsleiter des Bundesnachrichtendienstes
- 1997: Heinz Ellenberg, deutscher Biologe, Botaniker und Landschaftsökologie
- 1997: John Carew Eccles, australischer Physiologe, Nobelpreisträger
- 1997: Paulo Freire, brasilianischer Pädagoge und Jurist, Historiker und Philosoph
- 1998: Hideto Matsumoto, japanischer Visual-Kei- und J-Rock-Musiker
- 1998: Justin Fashanu, britischer Fußballspieler
- 1999: Oliver Reed, britischer Schauspieler

### 21. Jahrhundert
- 2001: Wolfgang Greese, deutscher Schauspieler
- 2001: Heinz te Laake, deutscher Künstler der Malerei, Kinetik und Skulptur
- 2002: Heinz Jankofsky, deutscher Karikaturist
- 2002: Richard Stücklen, deutscher Politiker, Bundesminister
- 2003: Mohammed Dib, algerischer Schriftsteller
- 2004: Paul Guimard, französischer Schriftsteller
- 2005: Robert Hunter, kanadischer Journalist und Gründungsmitglied von Greenpeace
- 2008: Uroš Krek, slowenischer Komponist und Hochschullehrer
- 2008: Alexander May, deutscher Schauspieler, Autor, Regisseur und Produzent
- 2009: George M. Anathil, indischer Bischof von Indore
- 2009: Augusto Boal, brasilianischer Theaterautor und Regisseur
- 2009: Marilyn French, US-amerikanische Schriftstellerin
- 2010: Heino Aunin, estnischer Badmintonspieler

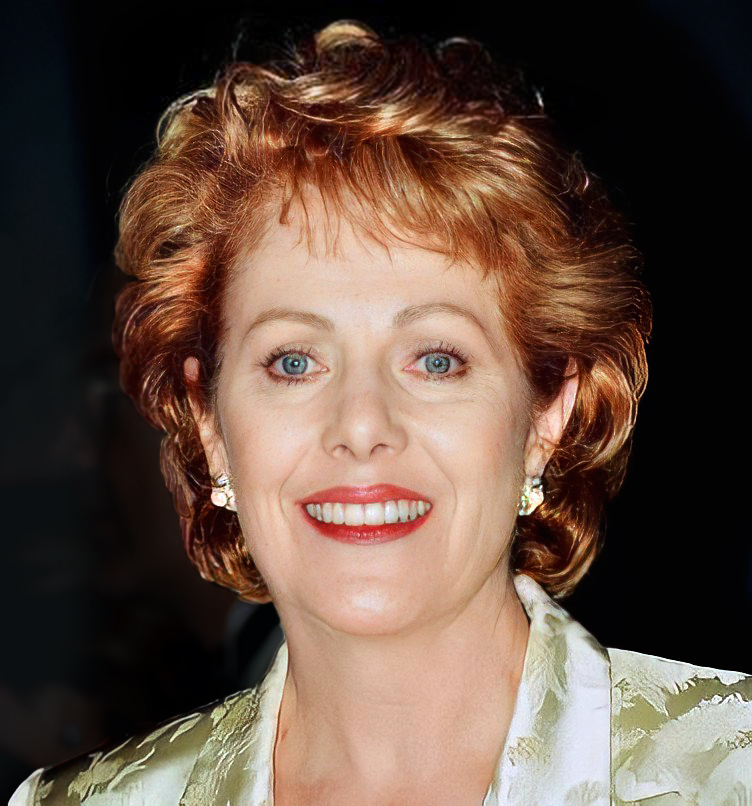
Lynn Redgrave († 2010)

- 2010: Lynn Redgrave, britische Schauspielerin
- 2011: Leonid Iwanowitsch Abalkin, russischer Ökonom
- 2011: Rolf Jaeger, deutscher Handballspieler und -trainer
- 2011: Osama bin Laden, saudi-arabischer, seit 1994 staatenloser Terrorist
- 2012: Fernando Lopes, portugiesischer Filmregisseur
- 2013: Jeff Hanneman, US-amerikanischer Gitarrist (Slayer)
- 2013: Ivan Turina, kroatischer Fußballspieler
- 2014: Karl Lennartz, deutscher Sporthistoriker
- 2014: Nigel Stepney, britischer Formel-1-Techniker
- 2014: Efrem Zimbalist jr. US-amerikanischer Schauspieler
- 2015: Michael Blake, US-amerikanischer Schriftsteller
- 2015: Clarice Carson, kanadische Sängerin
- 2015: Maja Michailowna Plissezkaja, sowjetische Primaballerina

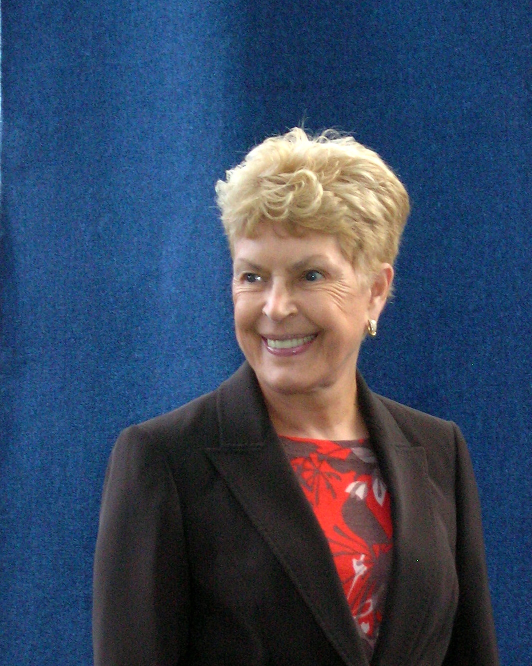
Ruth Rendell († 2015)

- 2015: Ruth Rendell, britische Schriftstellerin
- 2016: Walter Dürst, Schweizer Eishockeyspieler
- 2016: Ulrich Häfelin, Schweizer Rechtswissenschaftler
- 2016: Wulf Hühn, deutscher Autor und Musiker
- 2017: Heinz Keßler, deutscher Militär und Politiker
- 2017: A. R. Penck, deutscher bildender Künstler
- 2017: Willi Roth, deutscher Boxer
- 2018: Harald Range, deutscher Jurist
- 2018: Wolfgang Völz, deutscher Bühnen-, Fernseh- und Filmschauspieler
- 2019: Roland Aboujaoudé, libanesischer Bischof
- 2019: Red Kelly, kanadischer Eishockeyspieler
- 2021: Hans-Günter Hänsel, deutscher Fußballfunktionär
- 2022: Max Boyes, britischer Hürdenläufer
- 2022: Witali Dzerbianiou, belarussischer Gewichtheber
- 2023: Tori Bowie, US-amerikanische Sprinterin
- 2023: Heidy Forster, schweizerisch-deutsche Schauspielerin
- 2023: Franz von Mentzingen, deutscher Diplomat und Botschafter
- 2024: Sjoukje Dijkstra, niederländische Eiskunstläuferin
- 2025: Dara Birnbaum, US-amerikanische Video- und Installationskünstlerin
- 2025: Lisa Brown-Miller, US-amerikanische Eishockeyspielerin und -trainerin
- 2025: Kathleen Corrigan-Ekas, US-amerikanische Turnerin
- 2025: Dietmar Mössmer, österreichischer Schauspieler

## Feier- und Gedenktage
- Kirchliche Gedenktage
  - Hl. Athanasius der Große, römischer Theologe und Kirchenvater, Bischof und Patriarch (anglikanisch, evangelisch, katholisch)
  - Hl. Boris I., bulgarischer Fürst, Mönch und Nationalheiliger (orthodox)
- Namenstage
  - Boris, Wiebke, Zoe

Weitere Einträge enthält die Liste von Gedenk- und Aktionstagen.